# 말레이시아
말레이시아(말레이어: Malaysia)는 동남아시아에 있는 연방제 입헌 군주국이다. 말레이시아를 13개의 주와 3개의 연방 직할구로 , 남중국해로 나뉜 말레이반도 지역과 보르네오섬 지역이 구성한다. 태국, 인도네시아, 브루나이와 국경을 맞대며, 해상 국경은 싱가포르와 베트남, 필리핀과 맞닿았다. 수도는 쿠알라룸푸르이지만, 연방정부는 푸트라자야에 있다. 그리고 다리를 건너면 싱가포르에 도착한다.
말레이시아 역사는 18세기 대영 제국이 점령했던 말레이 왕국으로 거슬러 올라간다. 처음 영국 식민지로 삼은 곳은 해협식민지로 불렀고, 다른 곳들은 보호령이 되었다. 1946년 말레이반도 주들이 연합하여 말라야 연합을 세웠고, 1948년 연합을 재편성하여 말라야 연방을 설립했다. 1957년 8월 31일 영국에게서 완전히 영토를 되찾고 독립하였다. 1963년 9월 16일 말라야 연방은 사바, 사라왁, 싱가포르와 연합하면서 Malaya란 이름에 si를 추가해 Malaysia가 되었다. 그러나 2년도 채 지나지 않은 1965년, 이주 중국인이 중심이었던 싱가포르는 정부와 마찰로 연방에서 탈퇴했다. 말레이시아는 독립 이후 아시아에서 최고의 경제적인 기록을 지녔다. 약 50년 동안 GDP 성장률이 평균 6.5%이다. 말레이시아 경제는 전통적으로 천연 자원에 의존하나, 최근에 과학, 관광, 무역, 의료관광 등 다양한 산업이 빠르게 성장한다.
말레이시아는 입헌군주국이며, 국가 원수인 군주(국왕)은 9개 주에 있는 술탄이 5년에 한 번씩(단, 궐위가 있을 경우에는 예외) 호선으로 선출한다. 군주 칭호는 양디-퍼르투안 아공이며, 지금 군주는 파항주의 술탄 압둘라이다. 국왕은 상징적 존재에 가깝고, 사실상 정부 수장은 총리이다. 정부체제는 영국의 입헌준주제, 웨스트민스터 체제에 가깝고, 법체계는 영국 법률에 기초한 영미법 체계이다. 말레이시아는 민족과 문화가 다양하고 그 다양성이 정치에도 큰 영향을 미친다. 국교는 이슬람교이지만, 헌법상 종교 자유는 보장한다.
말레이시아에는 유라시아 본토 최남단 지역인 탄중피아이가 있고, 적도 근처에 위치해서 열대 기후의 국가이다. 다양한 동식물군이 있는 생물 다양성이 큰 국가이다. ASEAN, 이슬람 회의 기구의 창립멤버이며, APEC, 영연방, 비동맹 운동의 회원국이다.
2018년을 기점으로 말레이시아의 구매력 평가는 1인당 $30,860로 평가되었다.

## 역사

### 식민지배 이전
약 4만년 전 지금의 말레이시아 땅에 인류의 거주지들이 형성된 기록이 있다. 이는 말레이시아가 신생국가가 아님을 증명한다. 현재 반도 말레이시아(서말레이시아)에 해당되는 말레이 반도의 첫 정착민은 검은 피부를 가진 네그리토로 추정된다. 기원후 시대 초기 인도양과 남중국해 사이의 말레이 반도는 동서양 무역상 및 여행객들의 장소였는데, 2~3세기경 그들은 이곳에 무역항과 해안 마을을 건설했다. 그 결과 인도 및 중국 문화가 현지 문화에 강한 영향을 끼쳤고, 사람들은 이들로부터 유입된 힌두교와 불교를 믿기 시작했다. 4~5세기경 산스크리트어로 된 것들이 나타나기 시작했다. 2세기 무렵 말레이 반도 북부의 랑카수카 왕국이 번창하기 시작했으며 15세기까지 존속했다. 7~13세기 말레이 반도 남부 해안 지역은 스리비자야 제국의 일부였다. 스리비자야 제국의 멸망 이후 등장한 마자파힛 제국은 말레이 반도와 말레이 제도 일대에 큰 영향력을 끼쳤다. 14세기 무렵 아랍 상인들이 이슬람교를 소개하면서 전국적으로 퍼지기 시작했고, 이것이 말레이시아가 이슬람 국가가 되는 시초가 되었다. 15세기 초 구 스리비자야 제국의 왕자였던 파라메스와라가 지금의 말라카 지역에 말레이 반도 최초의 독립 국가로 간주되는 말라카 술탄국을 건설했다. 지리적, 경제적, 군사적으로 말라카는 당시 매우 중요한 지역이었으며, 국제적인 무역항으로써 매우 크게 번영했다.

### 식민통치 시절

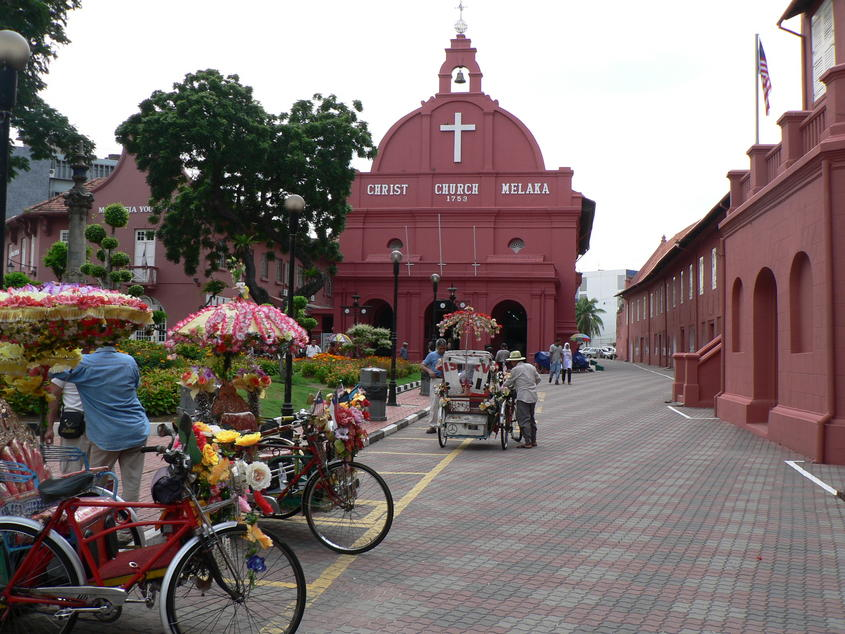
스타튀는 1650년 네덜란드 양식으로 지어진 건물이다.

하지만 이 번영의 말라카도 1511년 포르투갈의 침공과 함께 몰락했다. 포르투갈이 침공한 궁극적인 목표는 경제권을 확장하는 한편 기독교를 전파하기 위해서였다. 그러나 말라카 주민들은 포르투갈의 통치에 강력하게 저항했으며, 1641년 이 지역을 노린 네덜란드의 침공으로 포르투갈의 지배도 끝이 났다. 이어 네덜란드의 지배가 시작되었으나, 1786년 크다의 술탄이 피낭을 영국령 동인도 회사에 양도하면서 대영제국의 지배가 시작되었다. 영국은 1819년 싱가포르를 획득했고, 이후 기존에 말라야를 지배하던 네덜란드와 마찰이 발생하자 1824년 영국-네덜란드 협정을 맺어 세력범위를 확정했다. 이 협정에 따라 영국은 싱가포르를 중심으로 해서 북부는 영국이, 남부는 네덜란드가 지배하도록 했는데 말라카는 영국이 가져가는 대신 자신들이 지배하던 벤쿨렌(방카훌루)을 네덜란드에 양도했다. 이후 영국의 세력범위는 영국령 말라야라 하여 오늘날의 말레이시아와 싱가포르가 되었고 네덜란드의 세력범위는 네덜란드령 인도라 하여 오늘날의 인도네시아가 되었다.
1826년 영국은 피낭, 말라카, 싱가포르, 라부안을 직접적으로 지배하기 시작했는데 이 지역에 직할식민지의 일종인 해협 식민지를 건설했다. 20세기 무렵 파항, 슬랑오르, 페락, 느그리슴빌란으로 구성된 연합 말레이 주에 영국이 눌러앉기 시작했는데 각 주의 말레이 지도자들이 자신들과의 협정을 거부할 것이 확실해지자 그들을 조언해 영국 지도부를 임명하게 했다. 나머지 5개 주는 비연합 말레이 주라 하여 영국이 직접 통치하지 않았는데 20세기 영국인 조언자가 있게끔 전환되었다. 19세기까지 말레이 반도와 보르네오의 발전은 대개 큰 관련이 없었다. 영국은 지배 기간 동안 중국과 인도에서 수입된 노동자들의 이민을 장려했다.
현재 사바주에 해당되는 지역은 1877년부터 1878년 사이 브루나이와 술루의 술탄이 통치권을 영국에 양도하면서 영국령 북보르네오가 되었다. 지금의 사라왁주에 해당되는 지역은 영국 모험가인 제임스 브룩(James Brooke)이 1842년 브루나이 술탄으로부터 양도받은 뒤 사라왁 왕국이 되었으며, 1946년 직할식민지로 개편될 때까지 백인 왕조의 지배를 받았다.
제2차 세계대전 중 일본이 말라야, 북보르네오, 사라왁, 싱가포르를 점령했으며, 1945년 항복할 때까지 3년간 통치했다. 비록 3년으로 말레이시아를 지배한 그 어떠한 나라보다도 짧게 통치했지만, 더 잔인했으며, 특히 중국에 대한 반감을 갖고 있던 일본은 이 지역의 중국인들까지 무자비하게 살해했다. 중국인뿐 아니라 청년들은 태국을 거쳐 미얀마까지 이어지는 철로를 건설하는 데 동원되었는데, 많은 이들이 막노동에 영양 실조 등으로 희생되어 이 철로는 '죽음의 철로'라고 불리게 되었다. 또한 교육을 제대로 실시하지 않았으며 식량이 제대로 보급되지 않음으로써 경제난에 시달렸다. 이 무렵 공산주의자들의 산악전이 시작되었고, 한편으로는 인종적 긴장 상태 및 민족주의가 성장하였다. 민중의 항의가 이어졌으며, 1945년 일본의 항복으로 독립을 쟁취했으나 영국이 재점령했다. 이에 민족주의가 더 크게 성장하기 시작했고, 독립을 위한 움직임이 시작되었다.

### 말라야 연합에서 독립까지
영국의 재점령 이후 영국은 1946년 싱가포르를 제외한 영국령 말라야 지역에 직할 식민지인 말라야 연합을 건설했다. 말라야 연합의 이민법은 출생지주의(jus soli)를 강조했는데, 이 이민법에 따라 말레이인 또는 말라야 연합 및 싱가포르 출신자들은 자동으로 시민권이 주어지며, 중국인(명나라, 청나라 출신) 및 인도인(영국령 인도 출신) 등 외족도 1942년 2월 15일 이전부터 거주하고 있으면 시민권이 주어졌다. 이민법은 모든 민족에게 평등했다. 하지만 전반적으로 낮은 지위에 있던 말레이인들은 이 결과로 외국인들의 힘이 세져 자신들의 지위가 더 추락할까봐 두려움을 느꼈으며, 말레이인들의 상징이었던 술탄제를 폐지함으로써 말레이인들의 강력한 반발을 사게 되었다. 결국 말라야 연합은 해체되었고, 대신 1948년 말라야 연방이 결성되었다. 이후 말레이인을 중심으로 하는 정책들이 시작되는 가 하면 영국의 보호 아래 말레이 주의 지도자들의 자주성을 회복시켰다. 이 무렵 말라야 공산당(PKM) 소속 중국계 게릴라들이 영국을 자국에서 축출하는 목적으로 무장투쟁을 시작했다. 이에 동년 말라야 비상사태가 선포되었고, 영국 연방 국가들의 병력을 동원해 이들을 진압하였다. 비상사태는 독립 후인 1960년까지 지속되었다. 말라야의 독립을 외치는 목소리가 높아져 1955년 총선이 실시되었고, 이어 1957년 8월 31일 영국으로부터 독립하였다.

### 현대의 역사

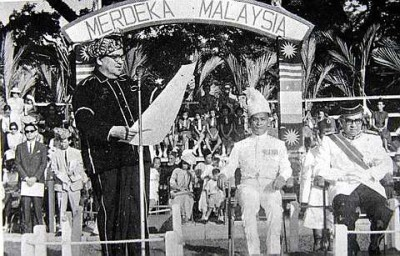
1963년 9월 16일 툰 푸아드 스테픈스(좌)가 당시 말라야 연방의 부총리였던 압둘 라자크 후세인(우)과 무스타파 하룬(우측 두번째)과 함께 제셀턴의 파당 머르데카에서 말레이시아의 탄생을 선언했다.

1957년 8월 31일 말라야 연방은 영국으로부터 완전히 독립하였다. 통일말레이국민조직(UMNO)의 지도자였던 툰쿠 압둘 라만(Tunku Abdul Rahman)이 초대 총리가 되었으며, 느그리슴빌란 주의 최고지도자(Yang di-Pertuan Besar; 종종 '술탄'으로 간주됨)였던 투앙쿠 압둘 라만(Tuanku Abdul Rahman)이 초대 국왕이 되었다. 말라야 인들의 소원이었던 독립을 쟁취했으나, 갈 길은 멀고 험난했다. 나라 안은 말레이인과 중국인 등 민족간의 갈등이 심했고, 말라야 연방 홀로는 국제 사회에 나설 수 없었다. 또한 경제 발전의 토대가 될 만한 자원이 부족했고, 원주민의 수가 부족하여 말레이인들을 우대하는 데 크게 불리했다. 마침 영국의 또다른 식민지였던 북보르네오, 사라왁, 싱가포르, 브루나이에서도 독립의 목소리가 높아지자, 말라야 연방 정부는 이 지역에 자국에 가입할 것을 권유했다. 당초 브루나이가 먼저 동의함으로써 1961년 말라야 연방의 가입했으나, 석유라는 최고의 경제적 조건을 갖춘 브루나이는 자신들이 경제적으로 쇠퇴할 것을 우려, 1년만에 탈퇴했다. 한편 북보르네오(사바), 사라왁, 싱가포르는 당초 이를 고사했으나, 싱가포르가 가입을 결정했고, 싱가포르와 깊은 인연이 있던 북보르네오와 사라왁도 가입을 결정했다. 1963년 세 나라 모두 영국으로부터 독립했으며, 9월 16일 현재의 말레이시아 연방을 성립하였다.

### 말레이시아
1963년 9월 16일 말라야 연방, 싱가포르, 사라왁, 사바가 말레이시아를 결성했다. 2년 뒤 싱가포르가 탈퇴하여 현재의 말레이시아로 지속되고 있다. 현재 말레이시아는 싱가포르, 브루나이, 인도네시아, 필리핀, 미얀마, 태국, 라오스, 캄보디아, 베트남으로 구성된 동남아시아 국가 연합(ASEAN) 10개 회원국 중 하나로 활동하고 있다.

#### 압둘 라만 1차 내각

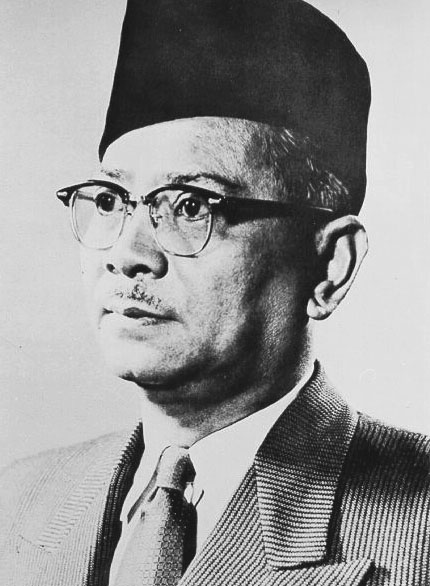
툰쿠 압둘 라만

1957년 독립한 말라야 연방의 초대 총리로 취임한 툰쿠 압둘 라만은 말라야 연방의 국제적 지위 향상을 위해 싱가포르, 사라왁, 북보르네오(사바)에 자국 가입을 요청했다. 이리하여 1963년 9월 16일 지금의 말레이시아가 출범했고, 그는 말레이시아의 초대 총리로 취임했다. 라만 정부는 지배계층이며, 말레이시아 인구의 대부분을 차지하는 말레이인들을 우대했다. 이는 낮은 경제수준으로 사회에서 밀릴 걸 우려한 말레이인들의 불만을 억제하기 위한 수단이었다. 그러나 이는 중국인들이 다수를 점한 싱가포르 주의 반발을 가져왔다. 싱가포르 주의 총리였던 리콴유는 "중국인도 말레이 원주민과 같은, 엄연한 부미푸트라이다"라고 주장했으며, "말레이시아인의 말레이시아!"를 강조했다. 하지만 말레이시아 전체를 두고 보면, 말레이인이 대부분이었으며, 그 결과 싱가포르 주정부와 말레이시아 연방 정부 간의 마찰이 빚어졌다. 1964년 싱가포르에서 인종 폭동이 발생했고, 양측 간의 골이 깊어지자 말레이시아 정부는 싱가포르가 이를 제대로 해결하지 못한다며 자국에서 추방키로 했다. 1965년 싱가포르 정부는 말레이시아에서 탈퇴하기로 결정했고, 8월 9일 말레이시아에서 완전히 독립했다(싱가포르 입장에서 보면, 원치 않은 독립이다).
라만은 동남아시아 국가들과의 외교에 큰 역할을 하였다. 말레이시아는 출범 이후 국제적 지위가 높아졌고, 1967년 태국, 필리핀, 인도네시아, 싱가포르, 말레이시아 5개국이 가입한 ASEAN의 결성을 실현하였다. 그는 말레이시아의 국부로 추앙받았으나, 인종 대립이 심해져 1969년 5월 13일 대폭동으로 이어졌다(일명 5·13 사건). 동년 총선에서 집권 통일말레이국민조직(UMNO)은 많은 의석을 잃었고, 국민들은 물론 당 내에서도 사퇴 압력을 받았다. 그럼에도 불구하고 라만은 계엄령을 선포해, 철권을 휘두르는 등 독재자로 변모했다. 국민들의 반발이 심해졌으며, 1970년 총리직을 사임했다. 부총리였던 압둘 라자크 후세인이 총리직을 승계했다.

#### 압둘 라작 2차 내각

압둘 라자크 후세인

1970년 신임 총리에 취임한 압둘 라작은 집권 후 사회의 안정을 목적으로 통일말레이국민조직(UMNO)에 의한 일당독재체제를 구축했으며, 반대파들을 노골적으로 탄압했다. 그는 민주적인 정치 참여가 인종간의 갈등을 조장한다며 말레이시아를 비정치화했고, "평화를 원한다면 BN"을 택해라" 등으로 국민들을 위협하고 중국인들의 시위를 비합법화했다. 라작 정부는 기존의 말레이인 우대 정책으로는 실효가 없다고 판단, 이른바 '부미푸트라 정책'을 작성했는데 이에 따라 말레이인들을 우대하고 외국인들의 이민을 제한하여 현재 말레이시아의 폐쇄적이고 인종 차별적인 모습을 구축했다. 말레이인들과 무슬림들은 정치적으로 우대를 받는 가 하면, 인종 분쟁을 해소하려 했으나 오히려 조장해, 현재 중국인들이 말레이인에 대한 반감을 갖는 요인이 되었다. 라작 정부는 부미푸트라 정책을 실현에 옮기고자 했으나, 1976년 1월 14일 라작이 급서하면서 무산되고 만다. 부총리 후세인 온이 총리직을 승계했다.

#### 후세인 온 내각
라작의 뒤를 이은 후세인 온은 라작이 두고 간 부미푸트라 정책을 실현에 옮겼으며, 이에 따라 말레이인들을 사회적으로 우대하고 외국인들의 유입을 차단해, 인종차별이라는 비판을 받았다. 그렇지만 후세인의 건강은 매우 악화되었으며, 1981년 7월 16일 총리직을 사임 함에 따라 마하티르가 총리직을 승계했다.

#### 마하티르 모하마드 내각

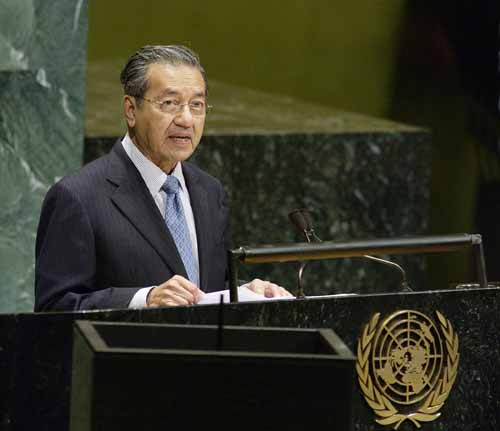
마하티르 빈 모하맛

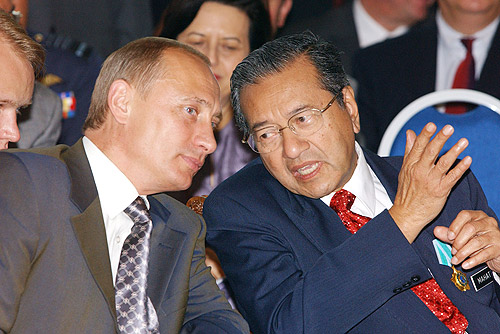
마하티르 과 러시아의 대통령 블라디미르 푸틴 (2003년 8월 5일)

1981년 7월 16일 새 총리로 임명된 마하티르 모하마드는 대대적인 경제 발전과 현대화를 추구했다. 그는 "국가 경제의 발전을 위하여 일본과 대한민국으로부터 배우자"는 소위, 향동학습정책(向東學習政策, Look East Policy)을 펼쳤다. 기존 잔인과 독재로 얼룩진 통치에서 벗어나 부분적인 유화조치를 펼쳤는데, 일례로 국가보안법 수감자 21명을 석방했다. 집권세력의 확장을 위해 ABIM의 지도자였던 안와르 이브라힘을 UMNO로 편입시켰으며, 이듬해 총선에서 압도적인 승리를 거두었다. 각 주의 지도자인 술탄 간의 대립을 완화시켰고, 고도의 경제 성장을 이루어 현재 말레이시아가 산업대국으로 부상하는 계기가 되었다. 또한 인종 분쟁을 줄이기 위해 부미푸트라 정책을 유지하면서도, 중국인들의 안전을 담보해 주는 방식으로 인종 갈등을 어느 정도 해소했다. 1990년대 수도 쿠알라룸푸르의 인구 과밀화를 막고 분산시키기 위해 수도 천도 정책을 펼쳐, 행정 수도인 푸트라자야가 새로 설치되었다.
재직 기간 동안 말레이시아는 고도의 경제 성장을 이루었으며, 이른바 '신흥 중진국'으로 떠올랐다, 이로써 '현대화의 아버지' 등으로 칭찬을 받았으나.
2003년 경제 발전의 또다른 일원으로 중학교에서 수학과 과학 과목을 영어로 전환했으며, 동년 10월 31일 22년의 장기집권을 마치고 퇴임했다.

#### 압둘라 바다위 내각

압둘라 바다위

2003년 10월 31일 압둘라 아마드 바다위가 신임 총리로 임명되었다. 재직 중 초등 교육을 무상·의무화 하여 가난한 아이들이 교육을 받을 수 있도록 하였으며, 이 결과 말레이시아인의 문해율과 교육률은 크게 향상되었다. 이 결과로 '인적자원 개발의 아버지'로 호칭되었다. 그는 민족의 단결과 국가의 발전을 위해 몇 가지 정책을 펼쳤으나, 여전히 말레이인 중심으로 돌아갔으며, 사회의 발전과 함께 민주화를 요구하는 목소리도 높아져 민주화라는 큰 문제 앞에 직면하게 되었다. 그 결과 2008년 총선에서 야당의 의석수가 개헌저지선을 초과하면서 UMNO의 패배를 가져왔고, 당 내에서 나온 사임 압력을 이기지 못하고 2009년 총리직을 사임했다.

#### 나집 라작 내각

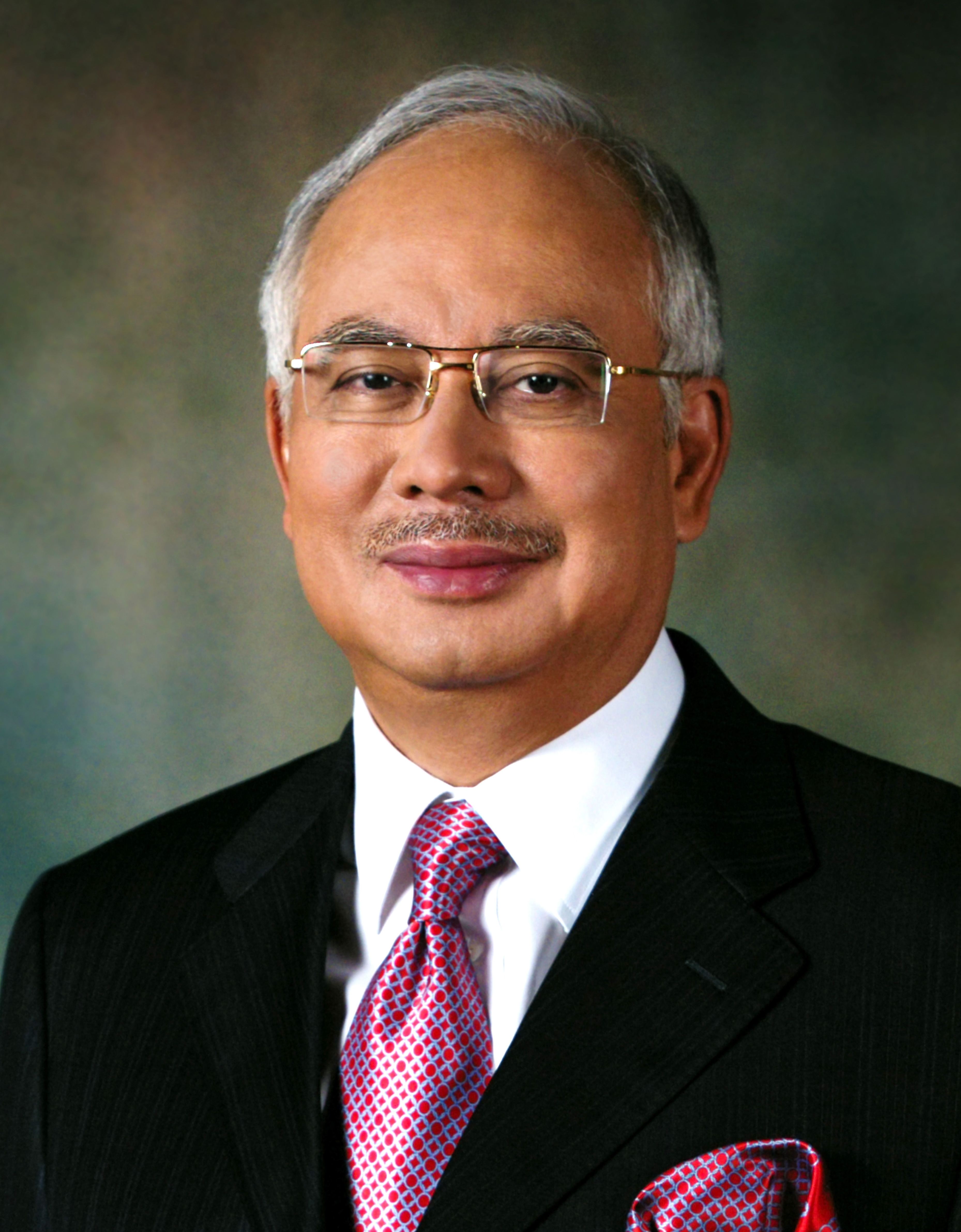
나집 라작

2009년 4월 3일 나집 라작이 신임 총리로 임명되었다. 그는 제2대 총리 압둘 라작의 아들이며, 유력 정치 가문 출신으로 주목받았다. 그럼에도 불구하고 기본 정책에는 손을 대지 않았으며, 종종 민주화 시위에 직면해오고 있다. 부정 선거 관행을 고치고 있지 않아, 2013년 총선에서 야권이 더 많은 지지를 얻었음에도 불구하고 부정선거와 게리맨더링으로 UMNO의 재집권을 이끌었다. 한편 완화를 추진하던 부미푸트라 정책을 다시 강화해 더 강력한 인종차별과 이민제한을 추진하고 있으며, '악법'으로 꼽혀온 국가보안법을 폐지한 대신 새로운 법안을 추진하고 있으며, 선동처벌법 강화 등 민주주의를 억누르고 있다는 비판이 제기되고 있다. 야권에 대한 탄압을 강화하고 있으며, 최근 그는 말레이시아를 UMNO의 일당독재체제로 전환하려는 시도를 하고 있어 비판을 받고 있다.
2015년 국영기업 1MDB와 연계된 부패 스캔들을 계기로 야권 인사들과 국민들의 큰 저항에 맞부딪치고 있으며, 8월부터 9월에 이르기까지 민주화 운동 단체 버르시 4.0 등의 시위 등, 나집 정부는 붕괴의 조짐을 보이고 있다. 여기에 마하티르 전 총리가 동참하는 등 상황은 심각해지고 있는 상황이다. 7월 1MDB 스캔들에 관해 해명을 요구한 관계로, 무히딘 야신 부총리 겸 교육부 장관 및 압둘 가니 파타일 검찰총장 등 일부 공무원들이 경질되었다.
2018년 총선에서 패배하여 마하티르 빈 모하마드 총리 취임으로 자리에서 물러나자 마자 조세포탈 및 세금 탈세 와 사기 혐의로 고소 당하여 명품가방과 자녀 가재도구 유체동산 등 가압류 가집행 처분을 받게 되어 경찰 수사 중이다.
그 뒤인 2020년 7월 28일에 말레이시아 고등법원에서 유죄를 선고받았다.

#### 마하티르 모하마드 내각

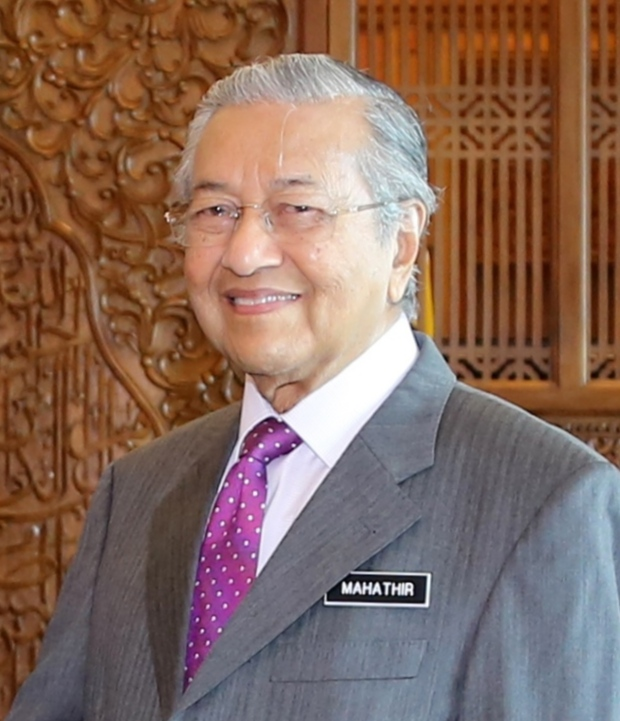
마하티르 빈 모하맛

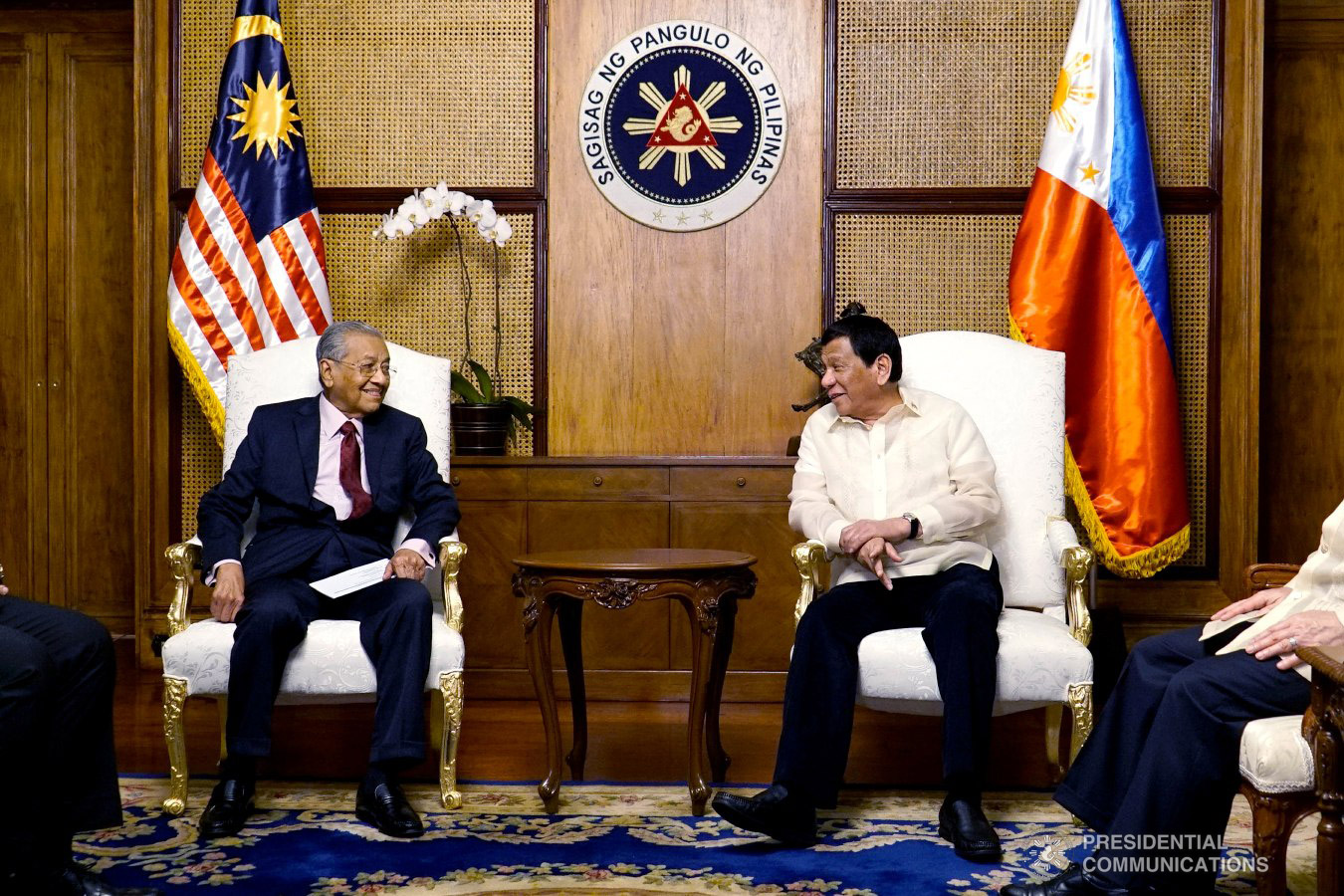
2019년 말라카낭궁에서 마하티르와 회담 중인 로드리고 두테르테 필리핀 대통령.

마하티르 모하마드는 1MDB 스캔들, 인기 없는 6% 상품 및 서비스세, 생활비 증가로 인해 임기가 얼룩진 나지브 라자크의 뒤를 이어 2018년 5월 말레이시아의 7대 총리로 취임했다.마하티르 대통령의 지휘 하에 1MDB 스캔들에 대한 투명한 조사에 초점을 맞춰 '법치 회복' 노력이 약속됐다.주요 정치 인물인 안와르 이브라힘은 국왕의 사면을 받고 투옥에서 풀려났으며, 연합이 동의한 대로 그가 결국 마하티르의 뒤를 이을 의도를 가지고 있었다.마하티르 행정부는 상당한 경제적, 외교적 조치를 취했다.논쟁의 여지가 있는 상품 및 서비스세는 2018년 9월에 폐지되고 판매세 및 서비스세로 대체되었다. 마하티르는 또한 중국의 일대일로 이니셔티브 프로젝트에 대한 말레이시아의 참여를 검토하여 일부를 "불평등 조약"으로 분류하고 다른 일부를 1MDB 스캔들과 연결시켰다.East Coast Rail Link와 같은 특정 프로젝트는 재협상되었고 다른 프로젝트는 종료되었다.또한 마하티르 총리는 북한 주재 말레이시아 대사관을 재개하려는 2018~2019년 한국 평화 프로세스에 대한 지지를 표명했다.국내적으로는 행정부가 인종 문제를 다룰 때 상당한 반대에 부딪혀 모든 형태의 인종 차별 철폐에 관한 국제 협약(ICERD)에 가입하지 않기로 결정한 것에서 알 수 있듯이 어려움에 직면했다.마하티르 대통령은 임기 말에 '공유 번영 비전 2030'을 발표해 2030년까지 모든 민족의 소득을 늘리고 기술 부문을 강조해 말레이시아를 고소득 국가로 도약시키겠다는 목표를 세웠다.그의 재임 기간 동안 언론 자유는 약간 개선되었지만 집권 파카탄 하라판 연합 내의 정치적 긴장과 안와르 이브라힘으로의 리더십 전환에 대한 불확실성이 결합되어 결국 2020년 2월 쉐라톤 무브 정치 위기로 정점에 달했다.

## 정치
말레이시아는 연방제 국가이며, 선거군주제를 기반으로 한 나라다. 현재 말레이시아의 정치 체제는 웨스트민스터 체제와 유사한데, 이는 영국 식민지의 유산이다. 국가 원수는 양디퍼르투안 아공인데, 흔히 왕으로 부른다. 왕의 임기는 5년이며, 피낭, 믈라카, 사바, 사라왁을 제외한 9개 각 주의 술탄(Sultan) 중에서 교대로 선출된다. 현재의 왕은 2019년에 선출된 파항주의 압둘라이다. 왕은 총리와 내각을 임명할 권리와 군대 최고 사령관으로서의 통솔권 등을 갖는다. 1994년 헌법 개정 이후 왕은 대개 의례적인 역할을 수행한다.
인종은 정치적으로 매우 중요한 사안으로 간주되며, 많은 정당들이 인종주의를 추구하고 있다. 신경제정책 또는 대체된 국가개발정책 등 확정적인 정책들이 부미푸트라(말레이인 또는 말레이시아 내 원주민/토착민)를 화족이나 인족 등 비부미푸트라보다 사회적으로 높은 지위에 올려놓기 위해 시행되고 있다. 이 정책에 따라 부미푸트라는 고용, 교육, 학사, 사업은 물론 값싼 집을 구매하거나 지원받는 데 있어 우선권을 갖는다. 이 때문에 비부미푸트라 및 외국인들의 반발이 심하며, 일각에서는 이를 과거 남아프리카 공화국의 아파르트헤이트와 동급으로 취급하고 비판하기도 한다. 한편 말레이시아의 법과 사회가 세속주의를 추구해야 하느냐, 아니면 이슬람 원리주의를 추구해야 하느냐에 대한 논란도 존재한다. 일례로 1993년 말레이시아 연방 정부는 이슬람 과격정당인 범말레이시아이슬람당(PAS)을 주도로 하는 클란탄 주의회가 통과시킨 형사법의 시행을 금지한 적이 있으며, 연방 정부는 형사법은 연방 정부의 권한임을 밝혔다.

### 입법부

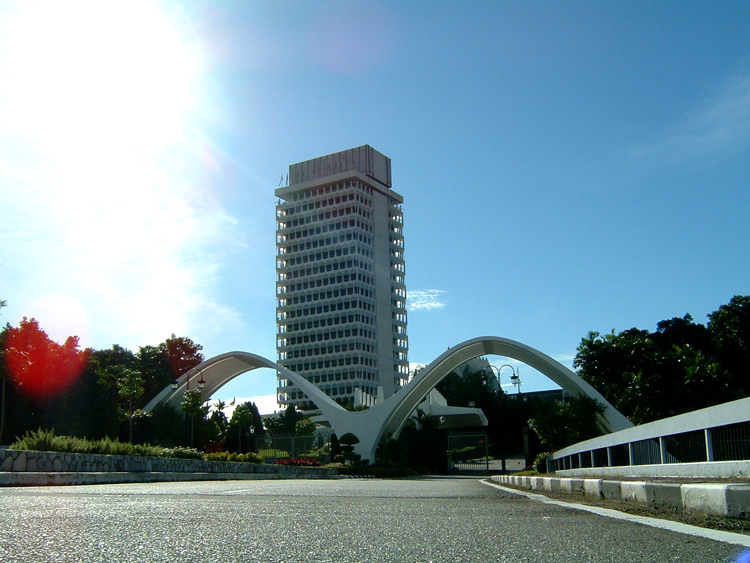
말레이시아의 의회

의회는 연방의회와 주의회로 나뉜다. 양원제로 상원(원로원)과 하원(대의원)이 존재한다. 현재 국회의원은 총 222명이고, 최대 5년 임기를 갖는다. 상원의원 70명은 3년 임기를 가지며, 그 중 26명은 13개의 주의회에서 선출되고, 나머지 44명은 총리의 제안에 따라 국왕이 임명한다. 국회는 다당제를 기초로 하며, 소선거구제 형태로 선출한다. 말레이시아는 1957년 독립한 직후 여러 개의 정당이 연합해 만든 국민전선(Barisan Nasional, BN)이 현재까지 집권하고 있다.
각 주에는 단원제 성격의 주의회가 존재하며, 이 의원들은 단일 선거구에서 당선된 이들이다. 주정부는 주수상이 지도하며, 주수상은 주의회 내 다수당 소속 의원이다. 각 주에는 세습형 지도자가 있는데, 주수상은 대개 말레이인이어야 하며 총리의 추천에 따라 지도자가 임명한다. 하지만 꼭 말레이인인 것은 아닌데, 예를 들어 사라왁의 초대 주수상 스테픈 칼롱 닝칸, 사바의 초대 주수상 툰 푸아드 스테픈스, 전 주수상 총카키엣 등 비말레이인들도 있다. 국회의원 선거(총선거)는 5년 이내로 치러지며, 가장 최근에 치러진 총선은 2013년 5월에 있었다. 21세 이상의 등록된 유권자는 대의원 후보자들에게 투표할 수 있으며, 대부분의 주에서는 주의회 의원들도 선출할 수 있다. 의무투표제를 시행하지 아니하며, 사라왁은 예외적으로 주 총선이 연방 총선과 동시에 치러지도록 하는 협약이 있지만 독자적인 주 총선도 치러진다.

### 행정부

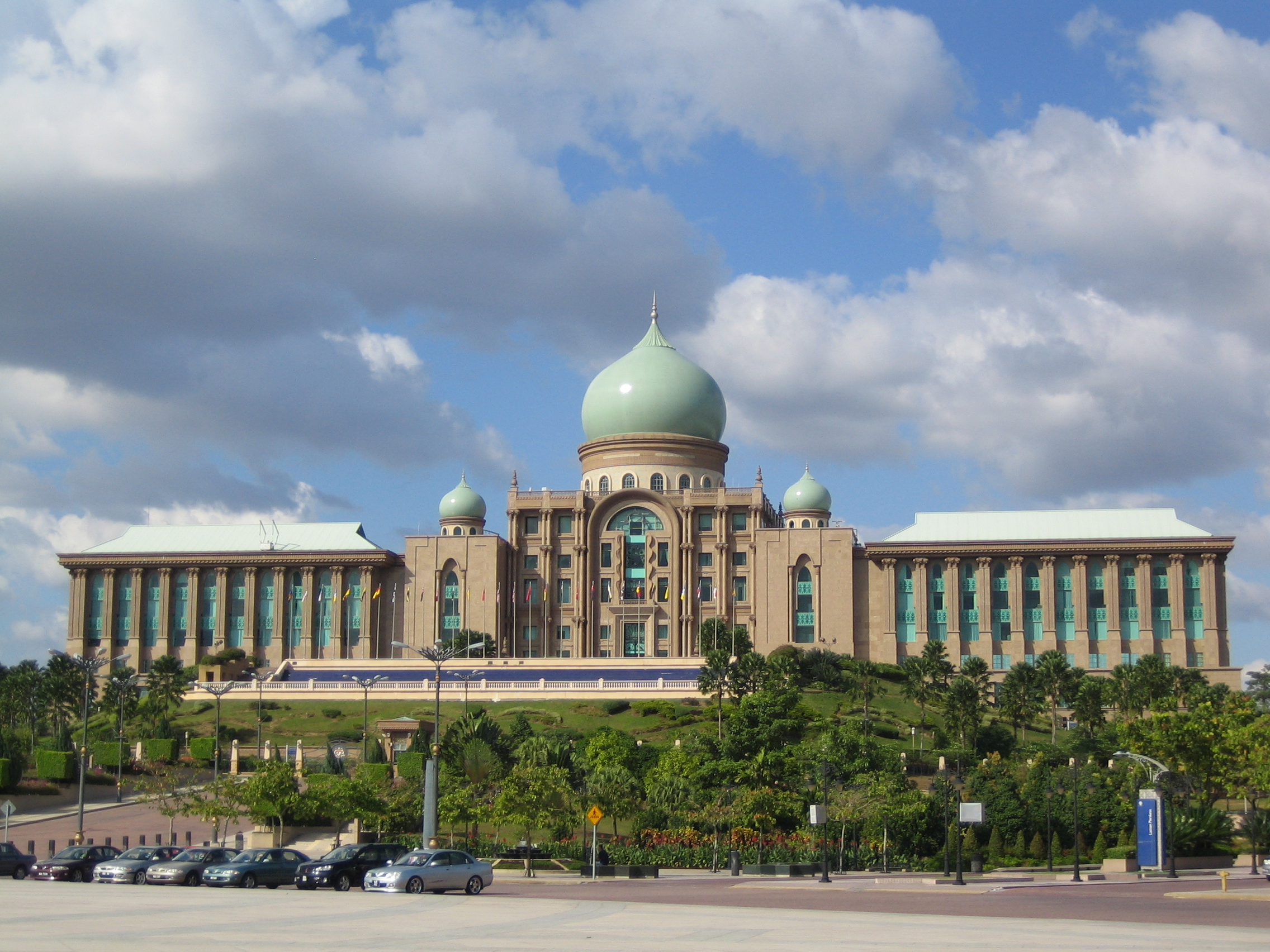
퍼르다나 푸트라는 총리의 업무단지 내에 있다.

행정부는 내각으로 구성되며, 총리가 주도한다. 총리는 대의원 의원이어야 하며, 국왕을 조언하고 의회 다수당을 지도한다. 내각 의원들은 원로원 의원과 대의원 의원 양측에서 선택될 수 있다. 총리는 내각의 수장이자 정부의 수장이다. 현재 총리는 2020년에 임명된 제8대 무히디 야신이다.

### 사법부
말레이시아의 법률 체계는 영국의 관습법에서 유래했다. 이론적으로 사법부는 독립되어 있지만, 이 독립성은 판사의 임명 과정에서 낮은 책임성과 투명성으로 논란을 불러일으키고 있다. 최고 법원은 연방 법원이며, 그 밑으로는 상소 법원과 대법원(반도 말레이시아(서말레이시아)와 동말레이시아 양측에 각각 하나씩 존재)이 있다. 또한 왕실에 반하는 행위를 처리하는 특별 법원이 있다. 사형제는 살인, 테러, 마약밀매 등 중범죄자들을 처리하는 데 적용된다. 시민법원과 같지만 다른 샤리아 법원이 존재하며, 샤리아 율법에 따라 무슬림의 가족문제 또는 종교 관련 문제를 다룬다.

### 정당
말레이시아의 정당들을 주로 단독으로 활동하지 않고 연합하여 활동한다. 이러한 정당연합은 선거뿐 아니라 국정을 총괄할 때도 유지된다. 대표적인 정당연합은 국민전선(Barisan Nasional)이며, 현재 집권연합이다. 국민전선에는 독립 후 쭉 집권하고 있는 통일말레이국민조직(UMNO), 말레이시아화교협회(MCA), 말레이시아인도인회의(MIC) 등이 있으며, 이 3당은 단일민족 정당인데 UMNO는 말레이인, MCA는 중국인, MIC는 인도인, 특히 타밀인을 대변한다. 주요 야당으로는 인민정의당(PKR), 민주행동당(DAP), 범말레이시아이슬람당(PAS)으로 구성되어 있는데 이 중 PAS가 이슬람 과격주의를 추구하는 것 외에 민족/종교주의적 성향은 없다. 다만 DAP는 중국인, PKR은 인도인의 성향이 강하다는 특징이 있다. 하지만 이러한 구도가 처음부터 동일했던 건 아닌데, 한 예로 PAS는 한때 국민전선의 일원이었다가 축출된 뒤 인민동맹의 일원으로 있었다. 국민전선은 부미푸트라, 특히 무슬림들의 지지를 받는데 반해, 야당은 논부미푸트라, 특히 중국인들의 지지를 받는다. 하지만 중국인을 대표하는 정당인 MCA나 인도인을 대표하는 MIC는 국민전선의 일원이다. 연합에 속하지 않은 정당들은 군소 정당들인데, 대표적으로는 민중운동의 성과인 사회당(PSM), 인민당(PRM) 등이 있다. 동말레이시아, 특히 사라왁과 사바에는 각 주를 대표하는 정당들이 있는데, 그 예로 사바통일당(PBS), 사라왁인민당(PRS) 등이 있다. 이들은 대개 국민전선에 소속되어 있다. 공산주의를 금기하므로 공산당의 결성은 불법인데, 한때 존재했던 말라야공산당(PKM), 북칼리만탄공산당(NKCP) 역시 불법이었다.
헌법상 복수정당제를 채택하고 있지만, 사실상 국민전선, 특히 UMNO에 의한 일당독재체제이다. 집권연합인 국민전선은 철저한 부정선거 및 개리멘더링 선거구로 60년가량 장기집권하고 있으며, 이 과정에서 부정부패 및 인권침해라는 결과를 낳았다. 2013년 총선에서 인민동맹이 더 많은 표를 얻었음에도 불구하고 선거 조작 및 협박 등으로 국민전선의 승리를 이끌어, 수많은 사람들의 비난을 받고 있다. 실제로 말레이시아에는 야권지도자 안와르 이브라힘 및 야권 소속 의원 티엔 추아 등을 구속, 수감 및 위협할 정도로 야권인사 및 야당에 대한 탄압이 매우 심각하며, 미국 등 서방의 비판을 종종 받는다. 사라왁, 사바에서는 특히 현지인을 대변하고 분리독립을 추진하려는 정당들이 심하게 탄압받는데, 일례로 1990년대 초반 PBS 소속 당원들이 대규모로 구속, 수감된 사건이 있었다. 사건 후 해당 정당들은 국민전선에서 축출되었으나, 현재 재가입했다.
정치적 갈등은 심하며, 야권 내에서도 갈등은 존재한다. 특히 PAS의 이슬람 극단주의적 법안 관련 문제로 기존의 인민동맹이 해체되었으며, 기존에 남은 DAP와 PKR이 국가신뢰당(Amanah)과 함께 '희망연맹(Pakatan Harapan; PH)'을 새로 결성했다.

## 행정 구역
| 프를리스주 크다주 피낭주 클란탄주 트렝가누주 페락주 슬랑오르주 느그리슴빌란주 믈라카주 조호르주 파항주 사라왁주 사바주 라부안 쿠알라룸푸르 푸트라자야 반도 말레이시아 동말레이시아 (파랑) 주 (빨강) 연방 직할구 동중국해 믈라카 해협 타이만 술루해 술라웨시해 브루나이 인도네시아 싱가포르 태국 |

말레이시아는 13개 주와 3개의 연방 직할구로 구성되어 있다. 이들은 두 개의 큰 지역으로 나뉘는데 11개의 주와 2개의 연방 직할구가 반도 말레이시아(서말레이시아)(서말레이시아)에 있고 2개의 주와 1개의 연방 직할구가 동말레이시아에 있다. 각 주는 시 또는 구역으로 나뉘며, 또다시 소구역(mukim)으로 나뉜다. 사바와 사라왁의 구역들은 분할에 따라 묶인다. 1963년 말레이시아가 신설되었던 당시 총 14개의 주만 있었으나, 1965년 싱가포르가 탈퇴하여 13개로 줄어들었다. 당초 연방 직할구는 없었으나, 1974년 쿠알라룸푸르가 슬랑오르에서 떨어져 나온 것을 시작으로 생겼으며 이후 푸트라자야와 라부안이 신설되었다.
주의 관할은 연방 정부와 주 정부 둘 다인데, 각각 다른 권한을 갖고 있으며 연방 직할구는 연방 정부가 직접 관할한다. 비록 자치법령의 몸체가 연방 정부와 주 정부가 제정하여 중요한 문제들을 처리하지만, 시의회, 구의회, 지방의회 등 하위 관할은 각 지역이 맡는다. 연방 헌법은 연방 직할구 외의 지역 관할을 각 주의 전담관할로 하지만, 실제로는 연방 정부가 각 지역의 부의 내정에 간섭한다. 총 144개의 지역의회가 있는데, 11개는 시의회, 33개는 지방의회, 97개는 구의회이다.
13개의 주 모두 역사 속의 말레이 왕조를 바탕으로 하며, 반도 말레이시아(서말레이시아)의 주 11개 중 9개는 말레이 주(또는 이슬람 주)라 하여 고유의 왕실을 두고 있다. 국가원수인 양디-퍼르투안 아공(국왕)은 5년마다 이 9개의 주의 지도자(술탄)가 번갈아가며 선출한다. 이렇게 해서 선출된 왕은 군주제를 시행하지 않는 주에서 각 주수상과의 합의를 거쳐 4년간 업무를 수행할 정부 수반을 임명한다. 각 주에는 주의회로 알려진 단원제 의회가 존재하며, 나름의 주 헌법을 작성한다. 사바와 사라왁은 다른 주에 비해 더 많은 자치권이 있는 주로 간주되며, 명백히 다른 이민법과 통치권, 독자적인 영주권 제도가 존재한다. 그런데, 최근 이 주는 연방으로부터 독립하려는 움직임이 일고 있다.

### 반도 말레이시아(서말레이시아)
- 조호르(Johor)
- 믈라카(Melaka)
- 느그리슴빌란(Negeri Sembilan)
- 슬랑오르(Selangor)
- 페락(Perak)
- 페낭(Pulau Pinang)
- 크다(Kedah)
- 프를리스(Perlis)
- 클란탄(Kelantan)
- 파항(Pahang)
- 트렝가누(Terengganu)
  - 쿠알라룸푸르 연방 직할구(Wilayah Persekutuan Kuala Lumpur)
  - 푸트라자야 연방 직할구(Wilayah Persekutuan Putrajaya)

### 동말레이시아
- 사라왁(Sarawak)
- 사바(Sabah)
  - 라부안 연방 직할구(Wilayah Persekutuan Labuan)

## 대외 관계

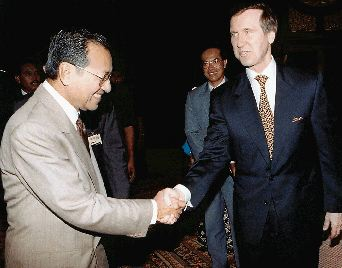
마하티르 빈 모하맛과 윌리엄 코언 (1998년 1월 12일)

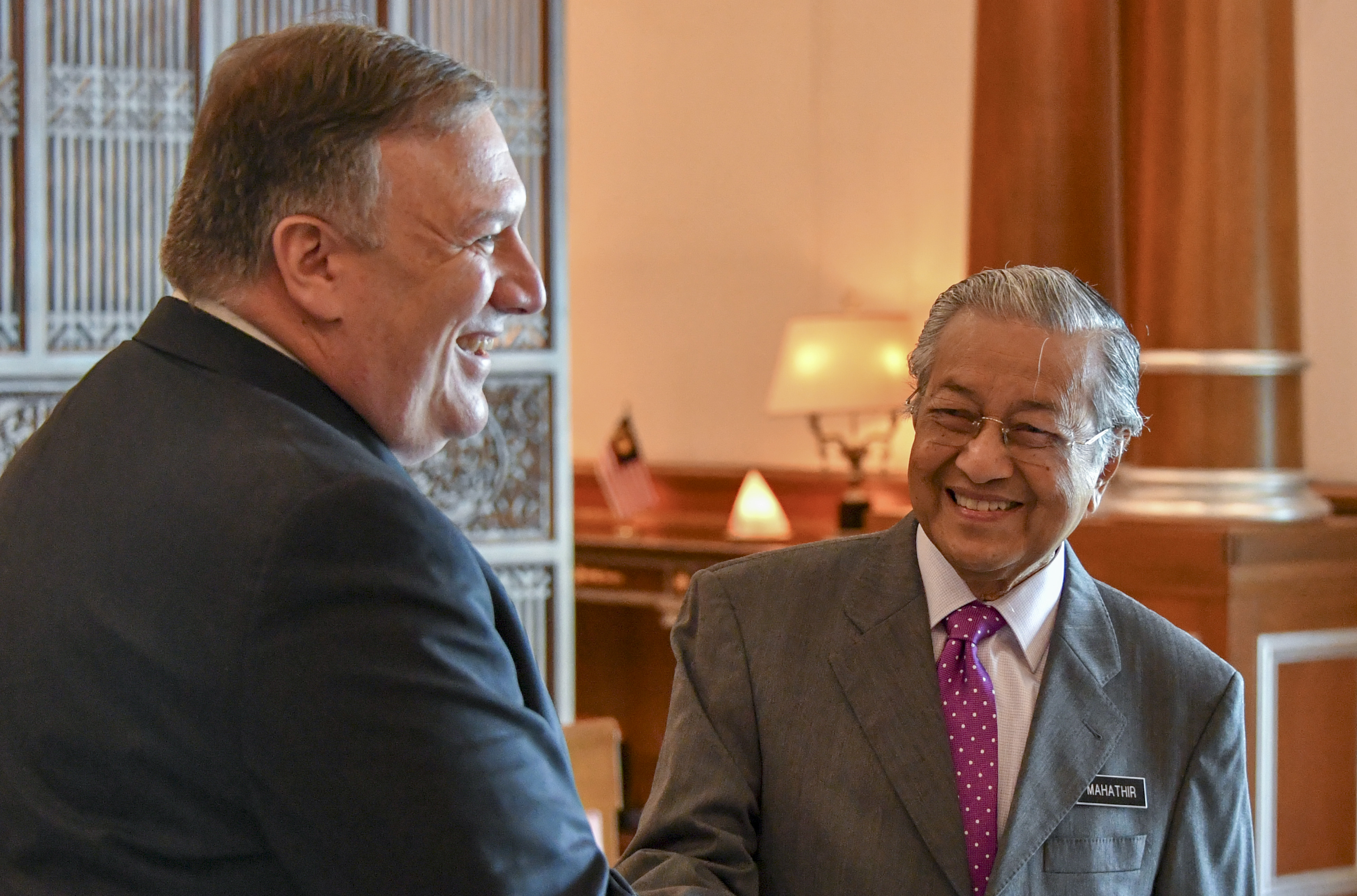
마하티르 빈 모하맛과 미국 국무부 마이크 폼페이오 (2018년 8월 3일)

말레이시아와 필리핀은 사바주 일부 지역에 관한 분쟁을 외교 문제화하지 않기로 합의하였다. 또한 2003년 브루나이와 분쟁 중인 대륙붕 지역에서 가스 및 석유 채굴작업을 중단하기로 합의하였다. 과거 싱가포르가 탈퇴하기 전에는 인도네시아와 리아우 제도를 두고 영토 분쟁을 벌였으며, 후에 싱가포르의 탈퇴로 싱가포르와 그리 좋지 않은 관계에 놓여 있다. 2002년 한때 싱가포르의 조호르 해협 매립 관건으로 양국 간의 전쟁이 일어날 것이라는 추측도 있었다.
2013년에 말레이시아는 부정선거 및 반대파 억압은 물론, 일당독재체제로 전환하려는 움직임 등으로 미국 등 서방 국가들의 비판을 받았다.

### 대한 관계
대한민국과 말레이시아는 1960년에 수교하였다. 1960년 2월 23일, 양국은 외교관계를 수립하고, 1962년 5월 쿠알라룸푸르에 주말레이시아 대한민국 대사관이, 1964년 4월에는 서울에 주한 말레이시아 대사관이 개설되었다. 대한민국의 대(對)말레이시아 수출은 62억7513만USD, 말레이시아의 대(對)대한민국 수출은 104억6781만USD(각 2011년)에 달하여, 말레이시아는 대한민국에 있어서 제21위의 수출국이자 제14위의 수입국이다. 모두 14,409 명(재외국민 14,403 명, 시민권자 6 명)의 한민족들이 말레이시아에 거주(2010년 12월 기준)하고 있다. 말레이시아의 전 총리 마하티르 빈 모하마드는 "국가 경제의 발전을 위하여 일본과 대한민국으로부터 배우자"는 소위, 향동학습정책(向東學習政策, Look East Policy)을 펼쳤다. 이 정책의 일환으로 말레이시아 정부는 장학생을 대한민국에 있는 대학으로 보내고 있다. 한편 대한민국의 최규하 전 대통령(1979-1980 재직)이 말레이시아 대사를 지내기도 했다.
말레이시아는 조선민주주의인민공화국과도 수교하였다. 이로써 남북 모두와 수교하는 나라가 되었지만, 2021년 말레이시아가 북한인 문철명이라는 사람을 미국에 인도한 사건을 계기로 북한이 단교선언하자 말레이시아는 조선민주주의인민공화국 대사관 측에 48시간 이내로 나가라는 통보를 하였고, 결국 국교가 단절되었다.
이로서 말레이시아는 대한민국의 단독수교국가가 되었다.

### 대 태국 관계
라마 1세(재위 1782년 - 1809년)는 태국 세력을 크게 확장해 말레이 반도의 클란탄까지 지배하였다. 그러나 곧 영국이 들어오고 영국과 협상을 하여 경계를 확정하는데 이 때 퍼를리스, 크다흐, 클란탄, 트렝가누는 영국령으로, 파타니, 나라티왓, 얄라, 사툰은 태국으로 편입되게 했다.

### 대 싱가포르 관계
싱가포르는 1963년 사바, 사라왁과 함께 신설 말레이시아에 가입했으며, 당시에는 싱가포르 주(말레이어: Negeri Singapura)라는 말레이시아의 한 주였다. 그러나 싱가포르 정부는 말레이시아 정부와 적지 않은 마찰을 빚었는데, 가장 큰 이유는 인종 문제였다. 싱가포르만 따지고 보면 인구의 대부분이 중국인이지만, 말레이시아 전체에서는 말레이인이 대부분이었다. 당시 싱가포르 주의 총리였던 리콴유는 "말레이시아인의 말레이시아"를 내세워, 말레이인을 우대하고 편애했던 툰쿠 압둘 라만 당시 말레이시아 총리를 비판했다. 1964년 싱가포르에서 인종 폭동이 발생했고, 이후 적지 않은 마찰이 빚어지자 말레이시아 정부는 사실상 싱가포르를 축출했다(그러나 실제로는, 정부의 압력 상황에서 싱가포르가 자발적으로 탈퇴한 것이었다). 1965년 8월 9일 싱가포르는 말레이시아에서 분리독립했다.
양국은 한편으로는 교류도 하면서 어느 정도 괜찮은 관계를 보이는 듯 했으나, 실제로 그 안에는 씻기 어려운 앙금이 있었으며, 심지어 2002년 당시에는 양국 간의 전쟁이 일어날 것이라는 관측조차 있었다. 싱가포르는 영토가 너무 작아 간척사업을 통해 영토를 인위적으로 늘렸는데, 이 과정에서 양국의 국경이 되는 조호르 해협에 대한 매립을 논의하면서 문제가 불거졌다. 당시 말레이시아는 싱가포르가 조호르 해협을 매립하여 각국 선박들의 말레이시아의 탄중플르파스 항 이용을 방해하려 한다고 비난했다.

### 대 인도네시아 관계

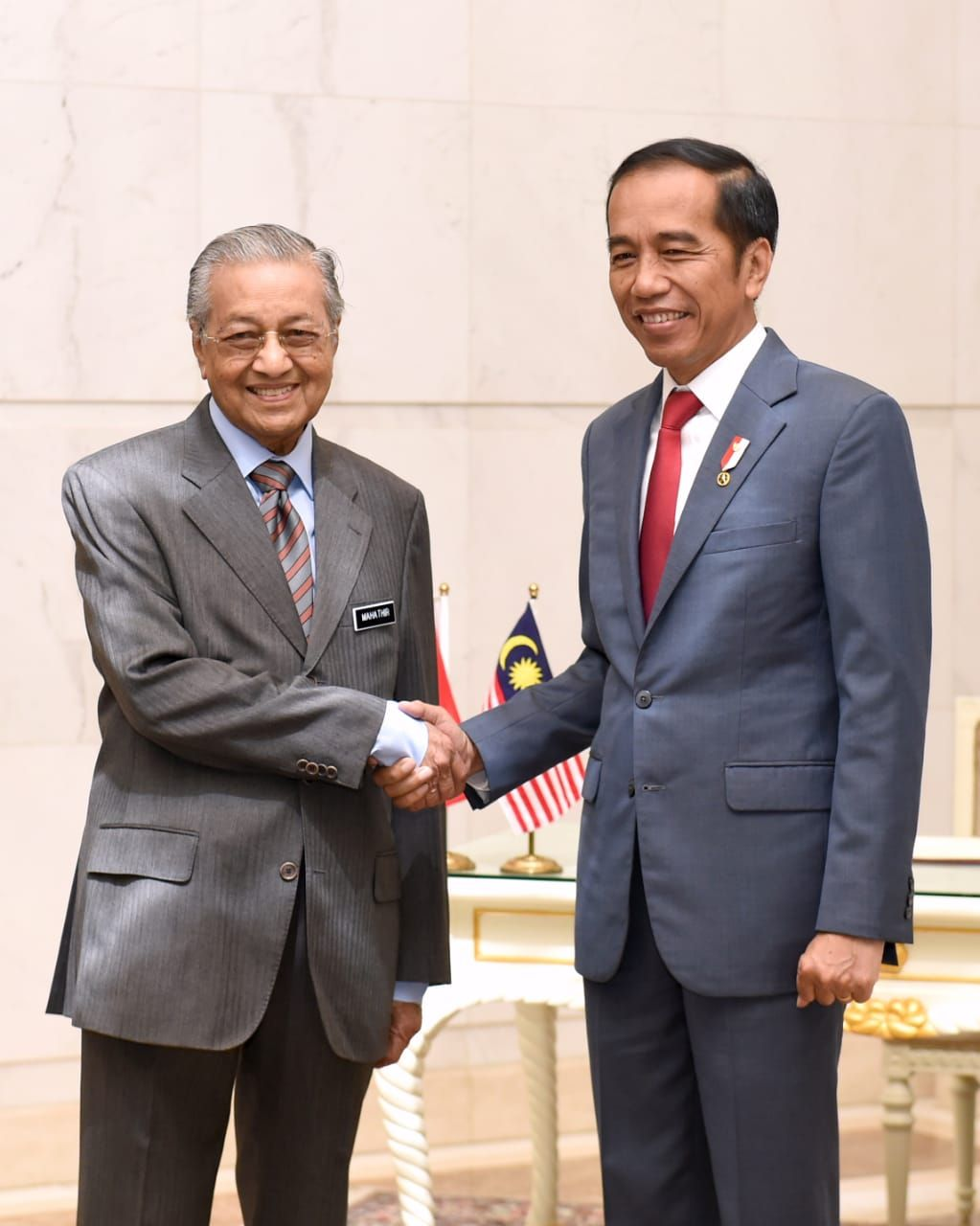
마하티르 빈 모하맛과 인도네시아의 대통령 조코 위도도(2019년 8월 9일)

인도네시아와 말레이시아는 문화적, 민족적으로도 공통점이 많은 나라다. 두 나라 다 말레이인, 또는 말레이 계열의 민족들이 대부분이며 언어도 말레이어를 사용하지만, 서구 열강들의 분단으로 인해 서로 다른 생각과 특징들을 많이 갖고 있다. 말라야가 1957년 독립한 이후 수하르토는 위대한 인도네시아(Indonesia Raja; 말레이시아에서는 '위대한 말라야'라는 뜻으로 'Melayu Raya')를 주장하며 말라야와 함께 대(大)말레이 국가의 건설에 대해 논의한 적이 있었다. 하지만 논의 과정에서 파열음이 생겼고, 말라야가 싱가포르, 사라왁, 사바를 합병한 뒤 '말레이시아'를 건국하려 하자 관계가 틀어져, 결국 위대한 인도네시아는 물거품이 되고 말았다. 후에 인도네시아는 사바를 무력으로 합병하였고, 이에 말레이시아가 군을 보내 사바를 되찾았다. 1960년대 양국간의 관계는 그리 좋지 않았으며, 1965년 1월 1일 인도네시아가 말레이시아가 안전보장이사회 회원국으로 선임된데 대하여 항의의 표시로 유엔을 탈퇴한 일도 있었다.
그 후 영토분쟁 등 모든 것이 그나마 해결됐지만, 현재도 양국간의 분쟁은 이어지고 있다. 특히 외국인 배척 및 탄압이 심한 말레이시아는 인도네시아에서 온 노동자들의 인권을 유린한다는 의혹이 제기되는 가운데, 불법체류자들에 대한 강제추방, 심문, 고문, 심지어는 강제처형으로 인도네시아 정부로부터 큰 비난을 받고 있다. 2014년 12월 말레이시아 정부가 자국에 불법체류 중인 인도네시아인 7만명을 추방시켜, 인도네시아 측의 비난을 받았다. 2015년에 조코위 인도네시아 대통령이 말레이시아 나집 라작 총리를 방문했으며, 조코위는 자국 여성들의 해외 가정부 취업을 즉각 중단시킬 방침이라고 밝혔다.

## 국방
- 말레이시아 공군 : SU-30MKM,F/A-18D,Hawk 208, MIG-29,F-5E,RF-5E,King Air 200 MPA,KC-130H,A400M,C-130H,CN235,EC725,S-61,Hawk 108,MB-339,PC-7/MK2

## 경제
주로 주석, 팜유, 석유를 생산.수출하며, 제조업과 관광업을 주요 산업기반으로 삼고 있다. 1981년 부터 마하티르 빈 모하맛 당시 총리의 활발한 지도력 아래 말레이시아는 동남아시아의 소위 "호랑이 국가" 중 하나로 발돋움했다. 전 세계 공급망에서도 중요한 역할을 담당하게 됐다.
이 나라는 1997년 외환위기를 겪었으나 자체적으로 극복하였다. 말레이시아 정부는 1998년 9월 초 환율을 고정시키는 조처와 함께 자본통제에 들어갔다. 자기나라 통화인 링깃화의 달러화 환전을 못하게 하고, 나라 밖에 있는 링깃화는 2달 안에 모두 국내로 갖고 들어오도록 하여, 외국에 그냥 놔 둔 링깃화는 그 가치를 인정하지 않기로 했다. 또 국내 증권을 산 외국인이 그 증권을 다시 팔려면 1년을 기다리도록 했다. 자본통제는 국내경제를 해외 금융·외환시장과 차단한 뒤 경기부양 정책을 펴기 위한 사전조처였다. 말레이시아 정부는 이런 조처 뒤 통화량 확대공급, 금리인하, 공공지출 확대 등을 주요 내용으로 하는 경기부양 정책들을 단계적으로 취해 나갔다.
IMF의 통계에 의하면, 말레이시아의 2008년 국내총생산(GDP)은 2216.06억 달러이다. 영국의 식민지 시대부터 고무의 플렌테이션과 주석의 채굴, 천연가스의 채굴 등 특정한 농작물과 광물의 생산이 번성하였으나, 마하티르 빈 모하맛 전 총리가 내세웠던 "와와산 (말레이어로 비젼의 뜻) 2020"(비젼 2020, Vision 2020) 정책에 따라, 종래의 농작물과 광산물의 수출, 관광업에 의존하였던 체질로부터 탈피하여 2020년까지 말레이시아의 정치.경제.문화 각 방면을 선진국 대열로 끌어올리겠다는 목표를 가지고 있다.

### 통화
말레이시아의 통화 단위는 말레이시아 링깃(RM)으로, 1링깃은 약 325원 정도이다. 보조통화는 센(SEN)이라고 하며, 1링깃은 100센에 해당한다. 지폐는 100링깃, 50링깃, 20링깃, 10링깃, 5링깃, 1링깃의 6종류가 있고, 동전은 50센, 20센, 10센, 5센, 1센의 5종류가 있다. 말레이시아에서는 공항이나 시중 은행, 호텔, 환전소에서 환전이 가능하다.
예를 들어 생수 500ml의 경우 약 1링깃(400원 정도), 택시의 기본 요금은 3링깃(1200원 정도)이다.

### 산업
경제는 전적으로 농업, 광업 등 1·2차 산업에 의존하고 있다. 말레이시아는 세계최대 주석, 천연 고무, 팜유 생산국으로 1960년대 만 해도 주요수출품이 주석과 팜유였다. 이후 정부의 강력한 경제정책으로 말레이시아는 동남아국가 중 3번째로 국민소득이 높은 나라가 되었으며, 주요 산업도 관광업과 제조업으로 전환되었다. 농업에 있어서는 주산물이 쌀, 고무, 코프라 등이다. 쌀은 국민의 주식이지만, 쌀 자급률이 30%에 불과해, 자급자족하지 않고 매년 다량의 쌀을 수입한다. 따라서 정부는 관개사업 실시, 벼의 품종 개량 등을 통해 생산량을 증가시키는 데에 주력하고 있다. 말레이시아는 세계최대의 고무 생산국으로, 수출품의 대부분을 차지하며, 합성고무의 발달, 고무 농원 노동자 등의 많은 문제를 안고 있다. 그 외에도 열대과일 재배, 도시근교 채소, 원예농업이 발달되어 있다. 광업에서는 주석광(錫鑛)과 철광이 압도적으로 중요하다. 말레이시아는 세계 최대 주석 생산국으로 주석광은 서해안 몬타를 비롯한 여러 지역에서 충적토를 준설(浚渫)하여 채굴하며 주석을 가공하는 산업이 발달되어있다. 철광은 동해안에 있으며 그 대부분이 일본으로 수출된다. 그리고 석유산업도 사라와크 주에서 소량 산출되었으나, 그 후 사바주·사라왁주에서 대규모 해양유전이 개발되면서 석유채취, 가공산업도 주요산업이 되었다. 그러나 정제기술이 발달되어있지 않은 관계로 석유는 산유국으로부터의 수입에 의존하고 있다. 또한 미래에 발생할 수 있는 석유 고갈에 대비해 대규모의 유전은 하지 않고 있다. 제조업은 1970년대 말부터 개발하기 시작해 지금은 동남아시아에서 제조업이 발달한 국가 중 하나가 되었으며 주로 전기·통신기계와 수송기계 생산을 하고 수출을 하고 있다. 그리고 관광업도 이 나라의 주 수입원이다. 고무, 주석광, 철광석은 수출하며 식량과 공업제품을 수입한다. 따라서 경제는 고무, 주석, 철의 국제가격의 변동에 크게 영향을 받는다. 약간의 1차 산품만을 생산하는 산업구조는 식민지 경제의 유산이다. 이 외에도 말레이시아산 저가 과자의 수출도 활발하다.

### 교통
육상교통은 다른 동남아시아 국가들보다 잘 발달해 있다. 모노레일도 운행 하고 있으며 특히 서해안을 따라 포장도로와 철도가 잘 정비되어 있다. 말레이시아의 도로망은 98,721km에 달한다. 그 중 1,821km는 고속도로이다. 차량은 좌측통행을 한다. 또한 반도와 섬으로 이루어진 넓은 국토의 영향으로 국내선을 포함한 항공산업이 발달되어 있다.

#### 철도
말레이 반도 지역에는 말레이 철도의 노선망이 있다. 일반 철도(고속 철도 포함), 지하철(MRT), 경전철(LRT), 모노레일 그리고 케이블 카가 있다. 일반 철도는 대부분 도시간 승객 수송과 화물 운송, 그리고 일부 시내 대중교통으로 사용된다. 긴 반도의 서해안 끝의 조호르바루(Johor Bahru)에서 태국 접경의 파당브사르(Padang Besar)까지 서해안 950km를 연결하고 있으며 동해안선은 쿠알라룸푸르와 싱가포르의 중간지점에 자리잡은 게마스에서 태국 동해안쪽 접경 툰팟까지 528km를 잇고 있다. 서해안선과 동해안선은 서로 연결되어 있지 않기 때문에, 그 사이의 고산지대와 열대우림지대를 버스가 연결시켜 주고 있다. :54경전철은 시내 대중교통이나 공항 내 청사 간의 승객 수송과 같은 특별한 용도로 사용된다. 쿠알라룸푸르 국제공항과 쿠알라룸푸르 시내를 잇는 고속철도 노선도 있다. 이 노선에는 2가지 열차편이 운행 중이다. 말레이시아에서 유일한 모노레일 노선은 쿠알라룸푸르의 대중교통으로 이용되는 것이고, 유일한 케이블 카는 피낭에 있다. 쿠알라룸푸르 주변에는 모노레일을 위시한 각종 통근 철도가 발달해 있다. 자동차는 약 900만대이며 인구 3명당 1대이다.

#### 도로
영국의 식민 통치 시기부터 도로가 정비되어 왔다.

#### 항공
말레이시아 항공과 에어아시아 등에서 국내외 항로에 취항하고 있다. 특히 쿠알라룸푸르 국제공항은 유럽과 오스트레일리아를 잇는 항로의 주요 경유지로 사용되고 있다. 최근 파이어플라이 항공이 합세하였다.

## 자연 환경

### 지리

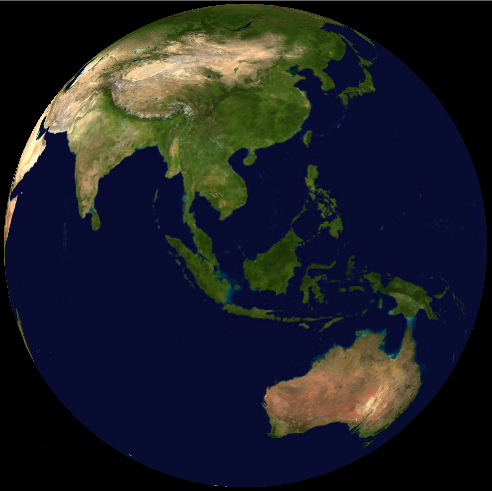
말레이시아는 적도 부근에 위치하며, 매년 열대우림기후를 나타낸다.

말레이시아의 면적은 329,758km2이며, 세계에서 67번째로 큰 나라이다. 말레이시아는 크게 말레이 반도에 위치한 반도 말레이시아(서말레이시아)(흔히 '반도'를 뜻하는 '스므난중'으로 알려져 있음)와 보르네오 섬 북부의 동말레이시아로 나뉘는데 반도 말레이시아(서말레이시아)는 태국과 국경을 맞대고 있으며 동말레이시아는 인도네시아와 브루나이와 국경을 맞대고 있다. 좁은 코스웨이와 다리 하나가 국토를 싱가포르와 연결한다. 베트남, 필리핀과 해상 국경을 맞대고 있다. 토지의 경계는 프를리스 강, 골록 강, 파갈라얀 운하 등 자연경계로 나뉘기도 하는데 일부는 분쟁 중이다. 브루나이는 사라왁 주에 의해 연결되지 않은 두 부분으로 나뉘며, 사실상 말레이시아 내 소수민족 거주지나 다름 없다. 말레이시아는 유라시아 본토와 말레이 제도 둘 다 영역이 있는 유일한 나라이다. 남부 조호르 주의 탄중피아이는 유라시아 대륙의 최남단에 위치한다. 말라카 해협은 수마트라 섬과 말레이 반도 사이에 위치하며, 무역의 40%를 이끌어 오래 전부터 국제 무역에 있어 가장 중요한 곳이다. 3/4가 밀림 및 습지대로 구성된다.
말레이시아는 동중국해에 의해 둘로 나뉘며, 반도 말레이시아(서말레이시아)와 동말레이시아 양쪽다 해안지대에서 산악지대로 이어지는 여러 자연적 특색들을 고유한다. 말레이 반도에 위치한 반도 말레이시아(서말레이시아)는 말레이시아 영토의 40%를 차지하며, 길이는 북에서 남으로 740km(460마일), 동서의 폭은 최대 322km(200마일)이다. 2,183m(7,162피트)의 코르부산
을 최고봉으로 하는 티티왕사 산맥이 반도 말레이시아(서말레이시아)를 동해안과 서해안으로 나누며 반도의 중심으로 내려온다. 이 산들은 대개 숲지대이며, 주로 화강암 및 기타 화성암류로 이루어져 있다. 이러한 암석들은 차츰 부식되어 카르스트 지형을 형성한다. 이러한 지대는 반도 말레이시아(서말레이시아)의 수계(水系)에서 유래했다. 반도 말레이시아(서말레이시아)의 해안지대의 폭은 최대 50km(31마일)이며, 해안선은 1,931km(1,200마일)이나 항만들은 서해안에서만 가능하다. 말레이시아는 아시아 대륙 본토에서 유일하게 오스트로네시아어족의 언어를 사용하는 군주국이다.

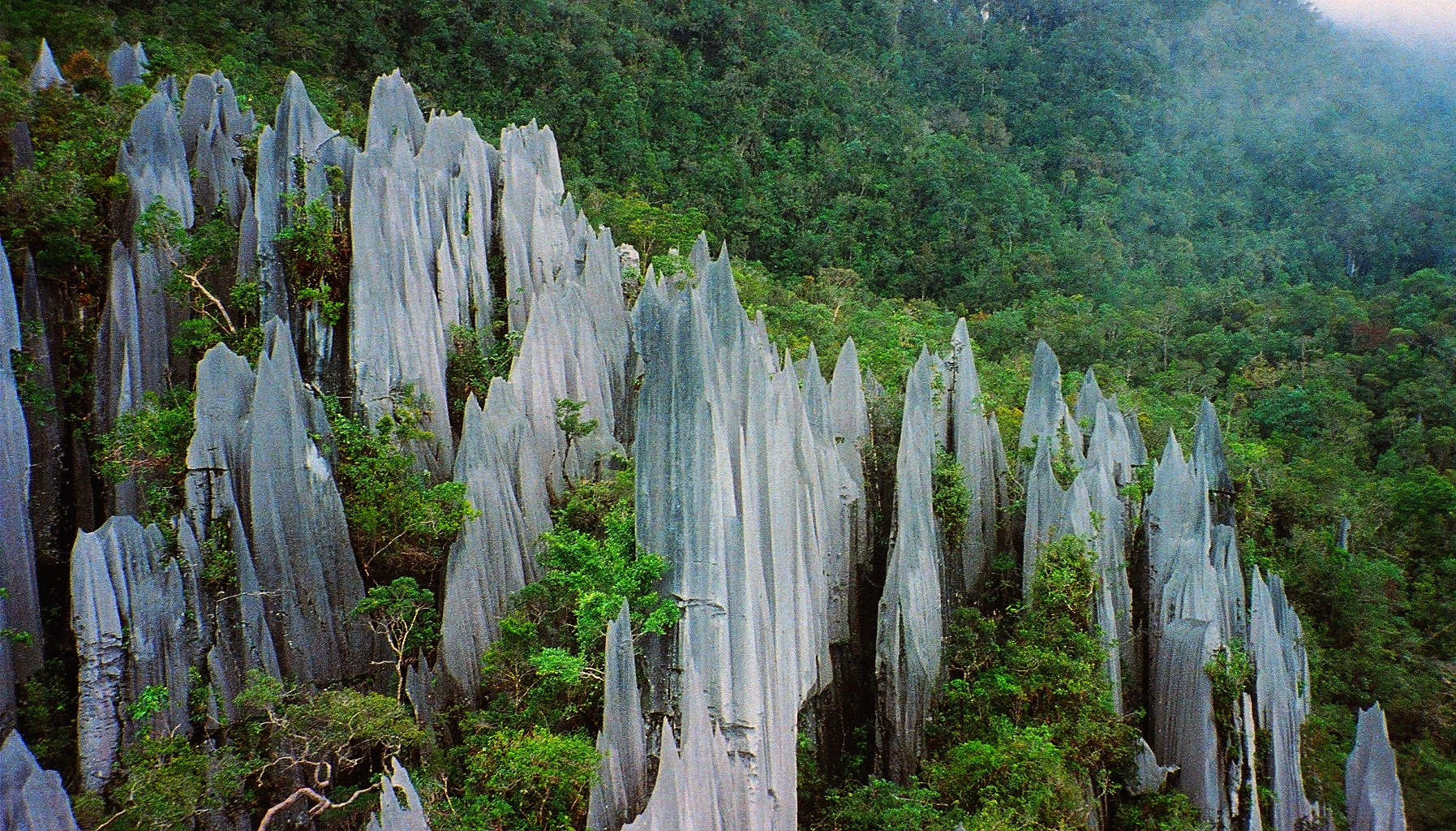
아피산의 석회암 봉우리는 물루산 국립공원의 일부이다.

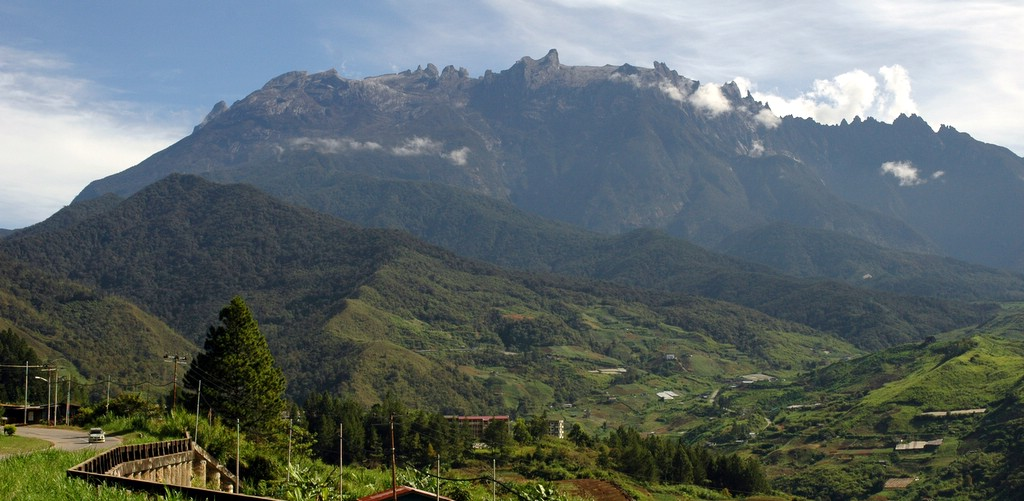
말레이시아의 최고봉인 키나발루산.

동말레이시아는 보르네오 섬 북부에 위치해 있으며 해안선은 2,607km(1,620마일)이다. 동말레이시아는 해안지대, 언덕지대, 계곡지대, 산악지대로 구분된다. 크로커 산맥이 사라왁 주에서 북쪽으로 이어지며, 사바 주에 의해 나뉜다. 말레이시아의 최고봉인 키나발루산이 존재하는데 높이는 4,095m(13,435피트)이다. 키나발루산은 키나발루 국립공원에 의해 보호되며, 유네스코의 문화유산이다. 높은 산악지대가 말레이시아와 인도네시아 간의 경계를 형성한다. 사라왁에는 세계 최대의 동굴인 물루동굴이 위치한다.
반도 말레이시아(서말레이시아)와 동말레이시아 양쪽 다 여러 개의 섬이 있는데, 가장 큰 섬은 방기 섬이다.

### 기후
기후는 적도 기후이며 매년 남서(4월 내지 10월) 또는 북동(10월 내지 2월)지역의 몬순에 의해 결정된다. 온도는 주위 바다에 의해 적정히 유지된다. 습도는 비교적 높은 편이며, 연간 평균 강수량은 250cm(98인치)이다. 반도 말레이시아(서말레이시아)와 동말레이시아의 기후는 다른데, 반도 말레이시아(서말레이시아)가 즉시 본토 바람의 영향을 받는 반면 동말레이시아는 해양성 기후를 띈다. 국지 기후는 고지대, 저지대, 해안지대에 따라 나뉜다. 기후변화는 해수면과 강수량의 영향을 받으며, 홍수의 위험이 높아지고 가뭄으로 이어지기도 한다.
적도와 가깝다는 점 때문에 4계절이 없고 우기와 건기가 있는 고온다습한 열대성 기후에 속한다. 열대지역에 속하는 말레이시아의 기후는 연중 고온 다습한 편이다. 연평균 기온이 21~32℃로 연평균 강우량 2,000~2,500mm, 평균 습도는 63~80%이다. 최저 기온과 최고 기온의 기온 차는 9~12℃ 전후로 낮에는 30℃를 웃돌다가도 저녁과 밤에는 매우 선선한 기후를 유지한다. 건기와 우기는 지역마다 차이가 있으며, 우기라도 일시적인 열대성 소나기의 횟수가 증가하는 것이므로 여행에는 불편함이 없다.

## 사회
온건주의 이슬람 국가인 말레이시아는 말레이인, 중국인, 인도인 등 다양한 민족이 어우러 사는 다민족 국가이다. 최근 저렴한 물가 등으로 외국인들의 대표적인 유학 장소로 꼽히고 있으며, 임금 및 근로환경이 양호해 해외 노동자들, 특히 인도네시아 노동자들의 진출이 매우 크다.

### 인구

2010년 조사에 따른 민족별 비율

2010년 조사에 따르민 인구는 28,334,135명이며, 말레이시아는 세계에서 42번째로 인구가 많은 나라이다. 이 안에는 다양한 인종들이 조화를 이루고 있다. 2010년 기준으로 인구의 91.8%가 말레이시아 시민권자이며 이 중 67.4%가 부미푸트라이다. 헌법상 말레이인은 무슬림들이며 말레이 문화와 관습을 따른다고 명시되어 있다. 대개 인도네시아에서 건너온 이들의 후손이며 경제적으로는 가난하지만 정치적으로는 지배적인 역할을 한다. 부미푸트라는 꼭 말레이인이 아니더라도, 타이인, 크메르인, 시암인 및 사라왁, 사바인도 포함한다. 비말레이계 부미푸트라는 사라왁 인구의 반 이상을 차지하며 사바 인구의 ⅔ 이상을 차지한다. 말라야 지역에는 어보리진 계열의 오랑아슬리들이 소수 거주한다. 주마다 부미푸트라가 갖는 법적인 지위는 다르지만, 이들은 타 민족에 비해 월등히 높은 지위에 있으며, 정치적 혜택 등으로 종종 비판을 받고 있다.
부미푸트라의 지위를 무시할 수 없도록 하는 타 민족들도 인구의 상당 부분을 차지한다. 24.6%가량은 화족이며 7.3%가량은 인족 들이다. 화족들은 역사적으로부터 사업과 경제 등에서 우위를 점하며, 풀라우피낭 주에서는 다수 민족이다. 인족 들은 대부분이 남부 인도 계열인 타밀인이며 19세기 초반 말레이시아에 유입되었다. 말레이시아에서는 단순히 말레이시아에서 태어났다고 하여 시민권이 주어지지 않으나, 해외에서 말레이시아인 부모 사이에서 태어난 아이는 시민권이 주어진다. 이중국적은 허용되지 아니한다. 이민자의 시민권 취득은 보르네오 지역(사라왁, 사바)과 말라야 지역과 뚜렷하게 구분된다. 모든 시민들은 12세에 마이카드(MyKad)라고 불리는 신분증을 발급받는데 생물학적 스마트 칩이 내장되어 있어 논란이 되고 있으며, 어딜 가든 무조건 갖고 다녀야 한다.

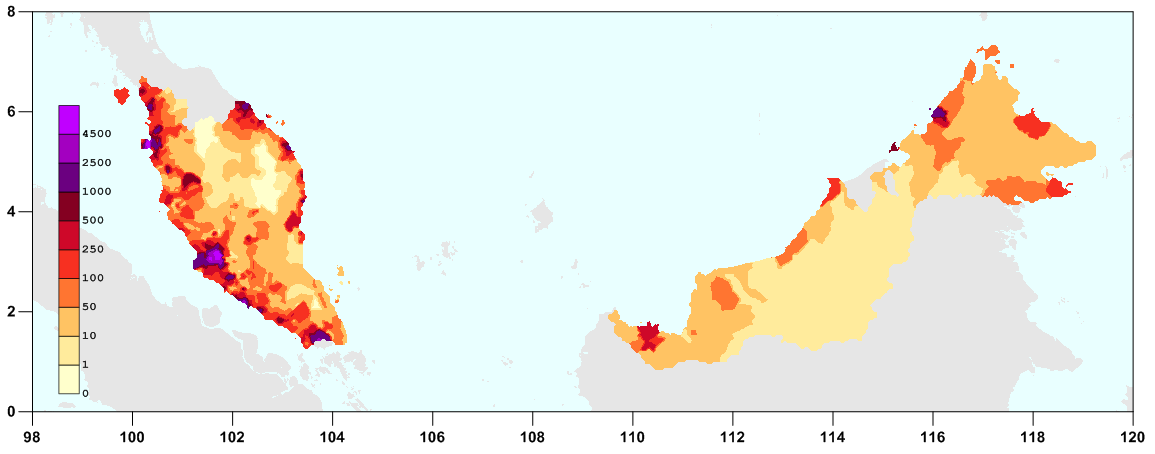
2010년 조사에 따른 1제곱미터당 인구 밀도

2009년 유아 사망률은 1000명당 6명이었으며 기대 수명은 75세였다. 말레이시아를 의료관광목적지로 발전시키려는 목표에 따라, 5%의 사회개발영역 정부예산이 보건에 사용된다. 인구의 대부분은 말라야 지역에 집중돼 있으며 약 2800만 명 중 2000만 명가량이 말라야 지역에 살고 있다. 인구의 70%가 도심 지역에 살고 있다. 쿠알라룸푸르는 수도 이자 말레이시아의 최대 도시이며, 통상과 재무의 중심지이다. 1999년 계획되어 현재 건설 중인 푸트라자야는 정부의 중심지이며, 쿠알라룸푸르의 혼잡을 최소화하기 위해 특별히 만들어졌는데 행정부와 사법부의 상당 부분이 존재한다. 노동 집약적 산업의 발달로 인구의 10%에 해당되는 3백만 명의 이주 노동자가 있는 것으로 추산된다. 사바에 중심을 두고 있는 비정부기구들은 사바 인구 3백만 명 중 2백만 명이 불법이민자로 추정하고 있다. 말레이시아는 171,500명의 난민과 망명인들을 받아들이고 있는데 79,000명은 미얀마, 72,400명은 필리핀, 17,700명은 인도네시아인이다. 말레이시아는 2007년 공식적으로 인신매매범들을 강제 추방키로 했으며, 논란의 역사를 갖고 있는 자원군 RELA를 고용하여 해당 이민법을 실시했다.

### 교육
유아 교육(어린이집, 유치원)은 의무가 아니지만, 초등 교육은 모든 말레이시아인들이 의무적으로 받아야 한다. 초등 교육은 총 6년이며 그 다음에는 중등 교육을 받는데 이 이상은 의무가 아니다. 고등학교가 없는 대신 중학교가 5학년까지 있다. 초등학교는 두 종류로 나뉘는데 말레이어를 쓰는 공립학교와 중국어나 타밀어를 쓰는 문화학교가 있다. 초등 교육은 총 6년이며, 초등학교 6학년 학생들은 UPSR이라는 시험을 보게 된다. 그 뒤 중학교로 배정된다. 중학교도 초등학교와 비슷하게 공립학교와 문화학교 계열로 나뉘나, "문화학교"라는 표현 대신 "자율형 사립 중학교"라는 표현이 사용된다. 중등 교육은 총 5년인데 하급 3년과 상급 2년이 포함된다. 3학년 학생들은 PT3, 5학년 학생들은 SPM(Sijil Pelajaran Malaysia)이라고 불리는 대학 입시 시험을 보게 된다.
대학은 대개 4년이지만, 일부 사립학교들이 시행하고 있는 파운데이션(Foundation)은 정식 과정이 아닌 차에서 3년인 경우가 많으며, 디플로마(Diploma)는 2년이다. 대학교는 공립대와 사립대로 나뉘는데 사립대는 흔히 유니버시티(university)와 컬리지(college)로 나뉜다. 공립대는 9월에 학기가 시작되며, SPM 이후 최소 9개월을 기다려야 한다. 1999년부터 대학 입시 프로그램이 시행됨에 따라 12개월의 대학 입시 프로그램을 거친 학생들은 공립대에 입학할 수 있다. 하지만 비부미푸트라에게는 10%만 열려있어, 실제로 비부미푸트라의 공립대 입학은 어렵다. 뿐만 아니라 공립대 입학 시 부미푸트라에게 가산점을 붙이는 경우가 많으며, 이 때문에 비부미푸트라 학생들이 시험에서 떨어지는 경우가 많다. 때문에 이들은 사립대로 주로 간다. 사립대는 1월에 학기가 시작한다는 점 때문에 긴 시간을 기다릴 필요가 없으며, 해외 명문대로 편입되도록 하는 제도를 실시하고 있어 외국인들이 많이 선호한다. 다만 SPM 성적이 3월에 나오는 관계로 다른 성적을 통해 미리 입학시키곤 한다. 물론 불법이다.

### 종교

2010년 조사에 따른 인구 내 종교의 비율

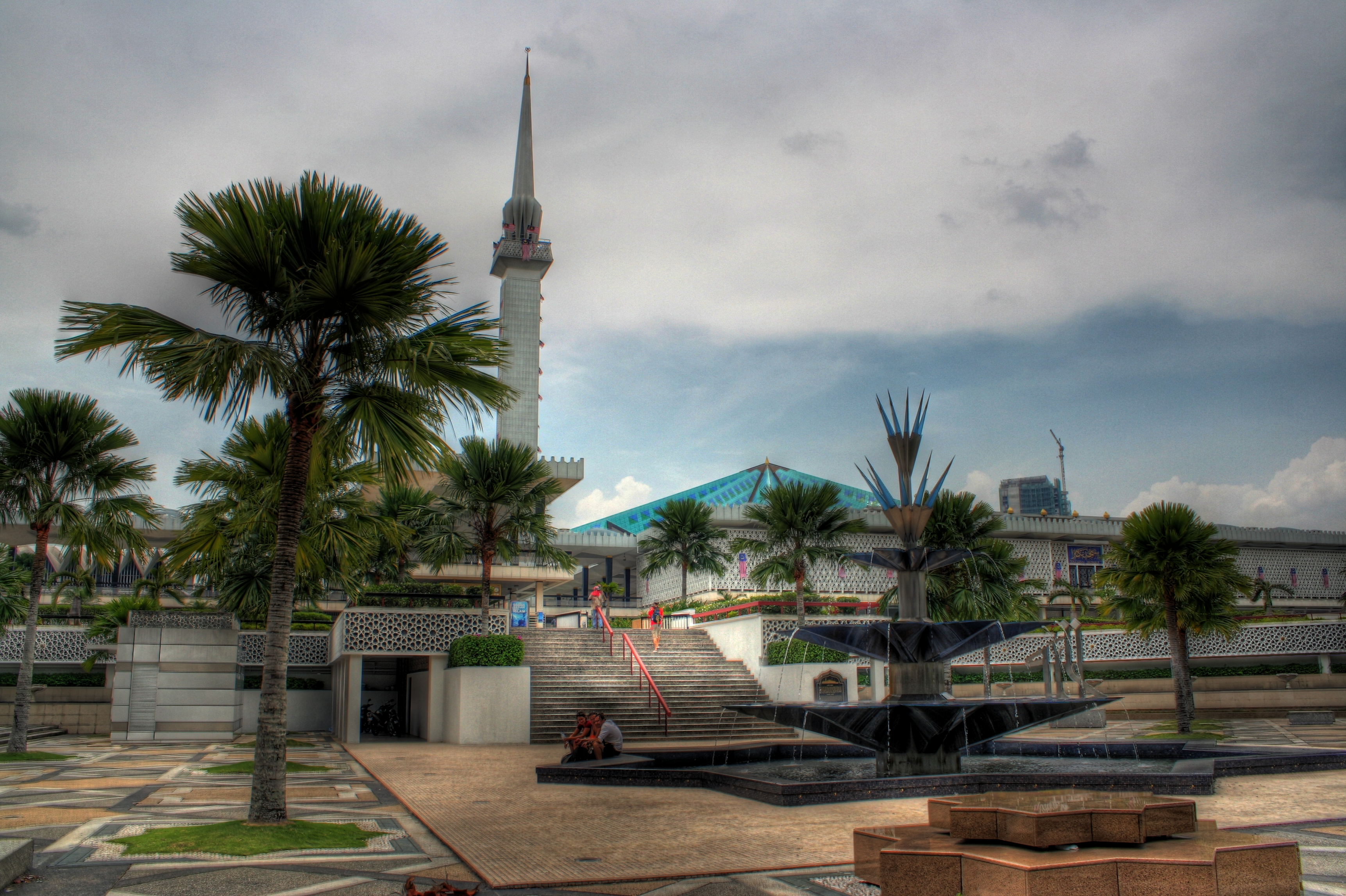
쿠알라룸푸르의 마스지드 느가라

코타키나발루의 이슬람 사원

말레이시아 헌법에는 이슬람교를 국교로 하지만, 종교의 자유를 보장하고 있다. 2010년 인구 주택 총 조사에 따르면, 민족과 종교가 꽤나 밀접한 관련이 있음을 보여준다. 인구의 61.3%가 이슬람교를 믿으며, 19.8%가 불교, 9.2%가 기독교, 6.3%가 힌두교, 1.3%가 유교, 도교 등의 전통 중국 종교를 믿는다. 0.7%가 무교이며, 1.4%가 다른 종교를 믿거나 자신의 종교에 대해 밝히지 않았다. 수니파와 샤피파가 말레이시아 이슬람의 지배적인 세력이다.
말레이시아 헌법은 "말레이인"을 엄격하게 정의하고 있는데, 주로 무슬림이나, 말레이어를 일반적으로 사용하는 사람이나, 말레이 문화를 따르거나, 브루나이, 말레이시아, 싱가포르에 살거나 그쪽의 후손인 사람들을 말레이인으로 보고 있다. 2010년 통계에 따르면 중국인의 83.6%가 불교도이고, 3.4%가 도교도, 11.1%가 기독교도이며, 풀라우피낭 주에는 휘무슬림(Hui-Muslim)이라고 불리는 중국계 이슬람교도가 소수 존재한다. 인도인의 86.2%가 힌두교도이며 6.0%는 기독교도, 4.1%는 무슬림이다. 비말레이계 부미푸트라 사이에서는 기독교도가 46.5%로 매우 두드러졌으며, 40.4%는 이슬람교를 믿는다.
무슬림들은 종교에 영향을 미치는 문제가 발생했을 때 의무적으로 샤리아 법원에 문제를 맡겨야 한다. 이슬람 판사들은 말레이시아의 주요 마다브인 샤피이슬람법학교의 규율을 따를 것으로 예상된다. 샤리아 법원의 사법권은 무슬림들의 결혼, 상속, 이혼, 배교, 개종, 양육권 등의 문제에 제한되어 있다. 기타 범죄 또는 민사위반죄 등의 사법권은 없으며, 이는 시민재판소에도 없다. 대법원의 존재에도 불구하고, 시민 법원은 종교적 문제에 대해 다루지 않는다.
무슬림들은 사회적으로 우대받으며, 같은 부미푸트라라도 무슬림 부미푸트라가 비무슬림 부미푸트라보다 더 많은 혜택을 받는다. 예를 들어, 공립 대학교에 입학할 때 무슬림들은 가산점을 받아, 성적이 비록 낮게 나오더라도 입학하거나, 시험에서 쉽게 합격할 수 있다. 문제는 이들보다 성적이 높게 나온 비무슬림들이 시험이나 입학 과정에서 탈락하여, 무슬림 혜택은 종종 종교차별이라고 비판받는다. 또한 비무슬림이 무슬림들의 비위에 거슬리는 행동을 했다고 판단되거나, 무슬림처럼 행동하는 행위(예: 꾸란이나 샤하다가 적힌 옷을 입는 것, 무슬림들에게 무슬림식 인사를 하는 것, 무슬림들에게만 허락된 행위를 하는 것)는 무슬림들의 감정을 상하게 했다고 판단하여 처벌을 받을 수 있으며, 실제로 대한민국의 가수 그룹 B1A4는 무슬림들의 허락을 받고 그들과 같이 퍼포먼스를 했음에도 불구하고 오해를 받아 처벌을 받을 뻔한 적도 있었다. 또한 무슬림들을 상대로 한 선교활동은 금물이다. 그러나 아랍 국가들에 비하면 훨씬 온건한 편이며, 오히려 이슬람 과격주의, 원리주의, 테러주의 따위를 엄격히 금지하고 있다.
이슬람을 위한 모스크, 불교 신도를 위한 사찰, 힌두교의 힌두 사원, 그리고 교회와 성당까지 쉽게 찾아볼 수 있음은 물론 각 종교의 축제마다 타종교인들은 물론 관광객들도 함께 초대하여 즐기는 ‘오픈 하우스(Open House)’라는 행사를 개최한다. 종교 관련 축제 시기에 말레이시아를 방문하는 여행객들은 말레이시아 특유의 성숙된 관용의 문화를 실제로 관찰할 수 있다.
그러나 이슬람교도들은 돼지고기와 술을 먹지 않지만 라마단 기간에는 아무것도 먹지 않는다.

### 언어

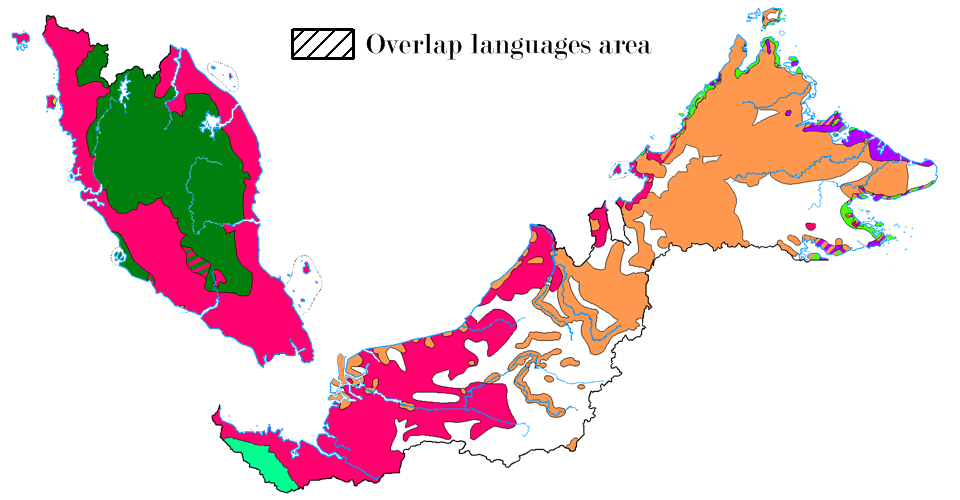
색에 따른 지역별 언어 어군:
(크게 보시려면 클릭하세요)
말라익어군
보르네오어
아슬리어
랜드다약어
사마바자우어
필리핀어
크리올어
복수 언어 사용 지역

말레이시아의 공용어는 말레이시아어(Bahasa Malaysia)이며, 이는 말레이어가 표준화된 형태이다. 정부 정책에 따른 전문용어는 말레이시아어이나, 법률적으로는 공용어를 말레이어라고 한다. 말레이시아어는 말레이시아의 공용어로, 현재 말레이시아에서 폭넓게 사용되고 있다. 말레이시아 내의 논부미푸트라(Non-Bumiputera)들도 이를 구사하는 사람들이 많으나, 일부는 이를 구사하지 못한다. 말레이어의 또 다른 표준인 인도네시아어와 매우 흡사하여 의사소통에도 큰 지장을 주지는 않는다(다만, kantor, mampir, apotek, karcis, akuntabel 등 말레이시아에서 사용되는 단어와 비슷도 하지 않은 단어들을 사용할 경우 큰 지장이 생길 수 있다). 본래 말레이어의 철자법은 영국이 정한 걸 개정한 자아바(Za'aba)였으나, 네덜란드식 철자법을 개정한 수완디(Soewandi)를 사용하는 인도네시아와 마찰을 일으키자 합의하여 완전한 철자법(EYD; Ejaan Yang Disempurnakan)을 제정했다. 표준 말레이어는 구 조호르리아우어와 고급 말레이어의 중간 위치를 점한 것이 오늘날에 이르른 것으로 추정된다. 1967년 공용어법에 따르면 "말레이어의 문자는 루미(로마 문자)로 한다"고 하지만, 이는 말레이 문자라고 하는 자위(아랍 문자)의 사용을 금하는 것이 아니다. 다만 일상적으로 루미를 훨씬 더 선호하며, 자위는 대개 이슬람교에 관련된 부분에서만 제한적으로 사용된다. 말레이시아인들은 일상적으로 변칙어(broken language) 형태의 말레이어를 사용하며, 이것은 어디나 일상화돼 있다. 예를 들어, 상대방에게 어디 가냐고 물을 때 주로 'Kau pigi mana?'를 사용하지만, 제대로 된 형태는 'Di manakah (yang) engkau pergi?'이다. 심지어 'yg(원래는 yang)', 'utk(원래는 untuk)', 'm'cri(원래는 mencari)' 등 축약형들까지 널리 사용된다. 정부는 변칙 말레이어의 사용을 배제하고 있지만, 생활에 깊숙히 배어있는 건 물론 광고에서조차 널리 사용되어, 실질적으로 배제할 순 없는 실정이다.
현재는 전 지역에서 말레이어를 사용하고 있지만, 지역에 다라 조금씩, 때로는 큰 차이를 보인다. 보르네오 지역(사바, 사라왁, 라부안) 주민들이 사용하는 말레이어와 말라야 지역(쿠알라룸푸르, 슬랑오르 등 말레이 반도 지역)에서 사용하는 말레이어는 적지 않은 차이를 보이는데, 예를 들어 'a'로 끝나는 단어들은 보르네오 지역에서는 '아' 그대로 발음하지만, 말라야 지역에서는 '으'와 '어'의 중간정도로 발음한다. 또한 '망가진, 훼손된'을 뜻하는 단어인 'rosak'도 보르네오 지역, 특히 사바와 라부안에서는 인도네시아어인 'rusak'에 가깝게 발음한다. 또한 보르네오 지역에서는 말라야 지역에서 사용되지 않는 'anu'라는 단어를 사용하기도 한다. 그 밖에 클란탄 주에서는 태국어의 영향이 큰 클란탄팟타니어, 또는 클란탄 말레이어를 사용하는데 말레이시아인들이 잘 알아듣지 못하는 단어들이 있다. 특히 '먹다'를 뜻하는 'makan'을 'make', '안된다'를 뜻하는 'jangan'을 'jange'라고 하는 등 'an', 'am' 등으로 끝나는 단어를 'e'로 끝낸다.
말레이어 외에도 영어 역시 상업과 공업에서 널리 쓰이며, 말레이시아 학생들은 초등학교 시절부터 영어 교육을 받는다. 영어는 역사적으로 공용어였지만, 1969년 5·13 사건 이후 말레이어가 두드러졌다. 1967년 공용어법에 따라 영어는 일부 공식적 자리에서 공용어로서의 역할을 하나, 꼭 공용어라 하긴 어렵다. 영어는 대부분의 국민이 제2언어로 사용하며, 사업분야에서 널리 사용되는 것은 물론 대학에서도 대개 이 언어 위주로 사용한다. 말레이시아에서 규정하는 표준 영어는 '말레이시아 표준 영어'로 영국식 영어의 영향을 크게 받았으며, 학교 교육 역시 영국식 영어로 가르친다(다만, 일상 또는 온라인 상에서는 미국식 영어를 섞어 쓰는 경우도 종종 있다). 말레이시아인들이 일상적으로 사용하는 영어는 싱글리시와 유사한 소위 '맹글리시(Manglish)'나 '망글리시'로 불리는 독특한 영어를 사용하는데 이는 영어권 화자들이 전혀 알아듯지 못하는 상당한 부분을 포함하며, 남녀노소 누구에게나 변칙영어(broken english)가 만연하다. 예를 들어 맹글리시 단어 중에는 'where got'이 있는데, 이는 말레이어 'mana ada'를 그대로 직역한 데서 비롯된 것이다. 하지만 정확한 영어로는 'What are you talking about'이다. 맹글리시는 싱가포르의 싱글리시처럼 문장 끝에 'lah'를 붙이는 경향이 있다. 또한 말레이어 단어나 중국어 단어를 넣는 경향이 있는데, 예를 들어 'disturb'대신 'kacau'를, 'very' 대신 'sibeh'를 사용한다. 말레이시아는 한 문장에 4개국어 이상의 언어를 사용하는 몇 안 되는 나라 중 하나로 평가받지만, 한편으로는 심각한 변칙영어 때문에 외국인들 앞에서 자칫 망신을 당할 수 있다고 비난을 받았다. 그러나 시간과 장소를 구분하여 맹글리시이와 잉들리시 자유자재로 바꿔 쓸 수 있는 사람도 많다. 말레이시아인의 상당수가 영어를 완벽하게 구사하지 못하지만 영어로 일상 회화가 가능하다.
말레이시아 내 중국계들은 중국어를 사용한다. 표준 중국어인 만다린 외에도 방언인 객가어, 광둥어 등 종류가 다양한데 말레이시아 중국어는 이들이 전반적으로 섞인 편이다. 풀라우피낭 주에서는 '피낭 호키엔(피낭 객카어)'이라 불리는 독특한 방언을 사용하기도 한다. 그러나 종류를 떠나서 말레이시아 중국어에는 액선트를 표준 중국어와 같이 강하게 하지 않는 편이다. 무엇보다도 중국인들은 중국어뿐 아니라 공용어인 말레이어와 통용어인 영어까지 총 3개국어(때로는 그 이상) 이상을 할 수 있다는 점을 매우 자랑스럽게 여기며, 외국에서 말레이시아 중국인들의 이런 점을 부러워하기도 한다.
말레이시아 내 인도인들은 주로 남부 인도인들로, 힌디어를 사용하는 집단이 아니다. 그들의 언어는 타밀어인데 말레이어를 주로 사용하는 말레이인, 중국어를 주로 사용하는 중국인과는 달리 타밀인들은 주로 영어를 사용한다. 타밀어를 할 줄 모르는 인도인도 적지 않다. 인도인의 한 갈래로 전반적인 상류식 교육을 받은 인도인들은 대부분 영어를 구사할 줄 알며, 이들의 영어는 말레이인이나 중국인들이 사용하는 영어보다 수준이 높다.
동말레이시아의 원주민들은 고유의 언어를 갖고 있다. 사라왁 주에는 이반어, 다약어가 있고 사바 주에는 카다잔어, 두순어, 무룻어, 바자우어 등 종류가 다양한데 이 중 카다잔어와 두순어는 매우 흡사하여 "카다잔두순어"라는 통일적 이름으로 불리고 있다. 이 언어들은 말레이어와는 계통 자체가 다르지만, 일부 비슷한 점들을 공유하고 있는데 특히 이반어에는 말레이어 차용어들이 많다. 1973년 동말레이시아의 자치권이 소멸된 이후 이 언어들은 관리가 제대로 되지 않고 있으며, 최근에는 많은 원주민들이 자기 부족의 언어 대신 말레이어나 영어를 더 선호하는 경향으로 이어지고 있다. 이에 각 언어학회들이 생기면서 이 언어들을 지키기 위한 운동을 벌이고 있다.
말레이시아는 적어도 70여 개의 다른 어족(語族)에서 생성된 다양한 언어들을 사용하고 있다. 이 모든 언어들은 사업, 여행, 산업, 라디오, TV 뿐만 아니라 교육기관 등에서 쓰이고 있으며, 최근 말레이시아를 자녀들의 유학 목적지로 선택하는 부모들이 늘고 있다.

### 인권

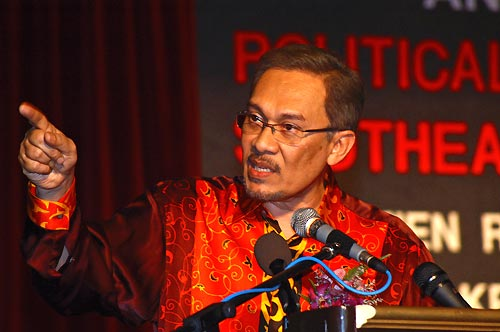
말레이시아의 야당 지도자 안와르 이브라힘.

말레이시아는 오랫동안 반대파 억압, 불법 투옥, 심문, 고문, 강제처형 등 극단적인 인권 유린으로 비판을 받아왔다. 1957년 독립 이후 현재까지 50년 이상 장기 집권 중인 통일말레이국민조직(UMNO)은 야권 탄압 등 권위주의 통치로 비판을 받고 있으며, 특히 시위자들에 대한 불법적인 처벌이 가능한 '국가보안법' 및 부미푸트라들을 전적으로 우대하는 식의 인종차별 정책 은 종종 비판의 대상이 되곤 한다.
UMNO는 지난 60여년간 장기집권하면서 야권 탄압 등으로 비판을 받아 왔으며, 이 과정에서 1만 명 이상의 반체제 인사들이 구금되거나 살해되었고 일부는 추방당했다. 대표적인 반체제 인사들로는 안와르 이브라힘, 티엔 추아, 림관엥, 닉 아지즈 빈 닉 맛, 압둘 하디 빈 아왕 등이 있으며, 특히 정부의 눈엣가시로 간주되는 이는 종종 감시의 대상이 된다. 당초 이 부분은 잘 알려지지 않았으나, 1998년 11월 APEC 정상회의를 개최하면서 세계 정상들이 말레이시아에 입국했을 때 하나둘 씩 드러나면서 알려지기 시작했다. 당시 매들린 올브라이트 미국 국무장관은 도착하자마자 그를 만나지 않고 당시 구속된 안와르의 부인 완 아지자부터 만나는 가 하면 각국의 사회운동가 600여명도 몰려들어 내정을 문제삼았다. 이러한 상황속에서 시위가 터졌는데, 곧바로 유혈사태 직전까지 가더니, 시위자 색출을 위한 노란색 물대포까지 등장했다. 그러나 당시 총리였던 마하티르 빈 모하마드는 이러한 상황 속에서도 '나홀로'를 고집해 비판을 받았다.
2012년 12월 한 대학생이 정부의 대학 학자금 융자 규정 개정을 요구하며 시위를 벌이다가 경찰이 동료 학생운동가를 체포하려 하자 이를 가로막은 혐의로 기소되는 사건이 일어났다. 당시 경찰이 선거법 개혁 요구 시위를 최루탄과 물대포를 쏘며 강경 진압해 큰 논란을 빚기도 했다. 이에 사회단체들과 야권은 이번 판결에 대해 총선을 앞두고 잇따라 개혁 입법 조처를 한 나집 라작 총리의 진정성을 의심케 한다며 반발하였다.
3개월 뒤인 2013년 3월에는 말레이시아에 체류하고 있는 필리핀들이 시위를 벌였는데, 필리핀 내 무슬림들에 대한 인권 유린을 중단하라는 내용의 시위였다. 말레이시아는 1970년대 중후반부터 본격적인 이민자 제한 및 외국인 탄압 정책을 실시하고 있으며, 일반인들은 단지 비자문제가 까다로운 정도로 끝나지만(그것도 종종 불만을 품는 경우가 많다), 노동자들은 아예 인권을 심각하게 유린당하는 등 피해가 발생하고 있다. 불법체류자들은 발각 시 강제 추방되거나, 고문, 심문, 심하면 강제처형의 대상이 되고 있다. 미국 등 서방에서는 말레이시아에서 이루어지는 광범위한 인권 침해를 강도 높게 비판했다.
말레이시아는 헌법상 다당제(또는 복수정당제)를 택하고 있으며 표현의 자유를 보장하고 있지만, 실제로는 UMNO에 의한 일당독재체제이며 표현의 자유는 크게 제한되어 있다. 야당의 경우, 정부가 자신들의 눈엣가시처럼 보일 경우, 죄를 거짓으로 꾸며 야당 정치인들을 투옥하거나 고문, 심문하며, 최근 야당 지지율의 상승에도 불구하고 야당의 집권을 막기 위해 게리맨더링, 선거 결과 조작, 야권 성향 언론 탄압 등 광범위한 부정선거가 이루어지고 있다. 야권의 승리가 짐작되던 2013년 총선에서 UMNO를 포함한 BN 연합이 과반의석을 차지했으며, 이는 부정선거라는 비판을 받는다. 20년 가까이 반체제 활동을 하고 있는 안와르 이브라힘은 정부로부터 '동성애' 혐의를 받아 수차례 투옥됐으며, 2015년에 그 혐의가 인정돼 다시 투옥되었다. 그러나 이는 정부가 '정권의 정적을 숙청하려는 의도'라는 비난을 받고 있다. 2014녀에 정부는 새로 개정 및 강화된 선동처벌법을 통과시켰으며, 이 때문에 14명이 넘는 야당 의원, 학자, 언론인들이 구속되어 인권단체들의 비판을 받고 있다.

### 지방색
말레이시아는 정치적, 문화적 부분에서 매우 민감한 나라이기도 하다. 말레이시아인들은 자신이 말레이시아인들이라는 것을 매우 자랑스럽게 여기며, 말레이시아를 모욕하는 외국인들에 대해 매우 민감하게 반응하기도 한다. 이웃나라인 인도네시아나 유럽의 스페인처럼 지역마다 독특한 감정이 매우 심한 편이며, 아직까지 무장 게릴라 따위는 없으나 언제 이런 일이 일어날 지 아무도 알 수 없다.
말레이시아인들은 민족별로 자신의 민족을 가장 최고로 여기는 경향이 세며, 특히 말레이시아의 실질적인 본토이자 구 말라야 연방의 영토였던 말라야 반도 주민들은 아예 자신의 민족이 아니면 아예 "벽을 쌓는" 경우가 매우 크다. 특히 중국인들은 경제권을 장악하고 있으며 스스로 이를 매우 자랑스럽게 여기지만, 정치적으로는 말레이인보다 낮은 지위에 있어 말레이인들을 좋아하지 않는다. 특히 이슬람 주(술탄이 존재하며, 주로 Darul... 하는 주)에서는 더욱 심하며, 특히 클란탄 주가 가장 심한 것으로 알려져 있다. 반대로 전반적으로 경제적 수준이 낮은 말레이인들은 경제적 수준이 높은 중국인들을 좋아하지 않는데, 일각에서는 말레이인들을 중국인들의 '종'으로 보기도 한다. 양대 민족은 매우 사이가 좋지 않으며, 때로는 폭동이 일어나기도 한다. 1969년의 5·13 사건 이나 1987년의 제거 작전 등이 그 예이다.
이러한 민족주의는 사라왁, 사바 등 보르네오 지역에서는 덜 심한 편이지만, 반대로 특유의 지역주의가 심한 편이다. 특히 적지 않은 사라왁, 사바인들은 스스로를 '말레이시아인'이라 생각하지 않으며, 사라왁과 사바가 말레이시아와는 전혀 다른 독립국가임을 주장하고 있다. 아직까지 바스크나 아체처럼 무장투쟁은 일어나지 않고 있으나, 최근들어 독립운동이 세지면서 서서히 문제가 되고 있다. 일부는 '말레이시아가 우리 지역을 불법 점령하고 있다'고 주장하고 있으며, 최근 '사바 사라왁이 말레이시아를 떠나다(SSKM)' 등 독립운동 단체들이 결성되면서 추후 어떤 일들이 일어날 지는 아무도 예측할 수 없다.

### 이민
말레이시아는 비교적 온화한 기후에 자연도 깨끗한 편이며, 물가도 저렴해 외국인들의 대표적인 이민지로 각광받고 있다. 또한 태국같은 다른 나라들이 쿠데타, 시위 등 정치적 혼란으로 위험한 데 반해, 말레이시아는 비교적 안정된 사회 분위기를 유지하고 있어 이민자들의 선호를 받기도 한다.
외국인, 특히 한국인들이 주로 선호하는 이민지는 암팡, 피낭, 코타키나발루인데, 특히 암팡은 한국 가게, 식당, 시설들이 가득해 한국 도시를 연상시키기도 한다. 이 나라에서는 영어를 기본 구사할 수 있으며, 영어 외에도 중국어나 말레이어 등 다른 언어를 동시에 배울 수 있다는 점 때문에 대표적인 이민지로 꼽히고 있다. 은퇴한 이들이 이곳에 이주하는 경우가 많은데, 지난 2001년부터 시행되고 있는 말레이시아 마이 세컨드 홈(MM2H; Malaysia My 2nd Home) 프로그램에 따르면 일정 이상의 재정조건 충족 시 누구나 영구 거주할 수 있다.
이렇듯 말레이시아는 스웨덴처럼 이민자에게 관대한 것처럼 보이지만, 실제로는 그렇지 않다. 말레이시아는 원칙적으로 이민제도가 없으며, 시민권을 취득하기 위해서는 10년 내지 12년을 거주해야 하며, 그 후 이민국의 까다로운 심사를 받아야 한다. 또한 이중국적 불허에 따라 자신의 본 국적을 포기해야 한다. 그리고 말레이어를 '생활에 무리없는 수준'만큼 구사해야 하며, 사회에 문제를 일으켜서는 안 된다. 말레이시아는 1970년대 중후반부터 부미푸트라 정책에 기반해 외국인들의 이민을 강력하게 제한하고 있으며, 외국인들에게 국적을 쉽게 주는 나라가 아니다. 때문에 일부 외국인들이 '미국같은 서양에서는 10년 정도만 살아도 시민권 나오는데 여기서는 몇 십년을 살아도 안 나온다'는 식으로 불평을 하곤 한다. 또한 현지에서 출산해도 배우자가 자신처럼 외국인일 경우, 자식도 외국인으로 간주되기 때문에, 자식의 사회생활을 위해서는 본국에서 출생신고를 해야만 한다. 미국처럼 외국인들의 불법이민이 잦으며, 당국은 이런 사람들을 강제추방 및 입국금지 처리하기도 한다.
한편 동말레이시아는 본토와 분리된 별도의 이민법을 갖고 있는데, 외국인의 경우 신청을 통해 해당 지역의 영주권을 신청할 수 있다. 또한 동말레이시아는 현지에서 본토인의 힘이 커질 것을 우려하여 본토인의 입국을 제한하고 있는데, 가령 동말레이시아인이 반도 말레이시아(서말레이시아)에 갈 때는 아무런 문제가 되지 않지만, 반도 말레이시아(서말레이시아)인이 동말레이시아에 갈 때는 90일짜리 무비자를 받아야 한다. 예전에는 동말레이시아를 떠났다가 다시 돌아올 경우 새로운 90일 무비자를 받았지만, 이제는 무비자가 만료되기 전에 돌아올 경우 새 무비자를 받을 수 없다. 입학이나 취직, 또는 영구 이주의 경우 허가가 필요하다. 특히 사라왁이 그러하며, 사라왁인은 말레이시아 전역을 자유롭게 통행할 수 있지만, 그 외의 주민들은 사라왁에 들어올 때 무비자나 비자 신청 등이 필요하다. 이는 사바인에게도 동일하다.

## 문화

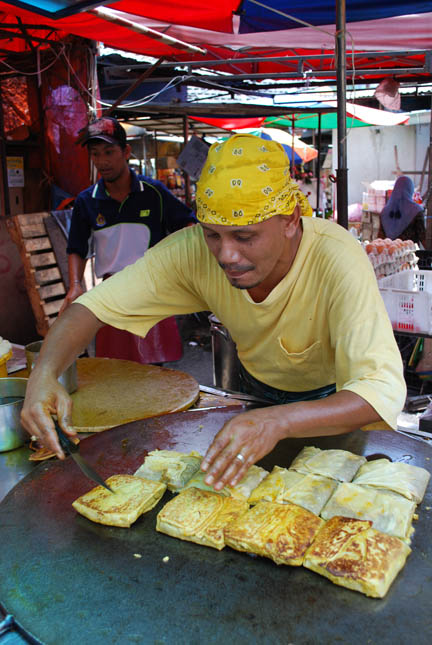
쿠알라룸푸르의 한 요리사가 무르타박이라고 하는 팬케잌 요리를 만들고 있다. 무르타박은 계란, 작은 고기 덩어리와 양파를 넣어 만든다.

말레이시아는 다민족, 다문화, 다언어 사회이다. 지역의 전통 문화는 원주민들에게서 내려오며, 후에 인도네시아로부터 이주해 온 말레이인들로부터도 내려온다. 중국 및 인도 문화의 영향력이 상당하며, 이는 해외 무역이 시작된 때로 거슬러 올라간다. 페르시아, 아랍, 영국 문화의 영향도 있으며, 정부의 사회계약을 통해 보호받는 소수민족 문화들도 있다.
1971년 정부는 말레이시아 문화에 대해 규정하는 국가문화정책(National Cultural Policy)을 제정했다. 이 정책에 따르면 말레이시아의 문화는 말레이시아 원주민 문화에 기반해야 된다고 하며, 타 문화에서 유입된 적절한 부분을 포함하고 이슬람교가 일부 역할을 해야 한다고 명시되어 있다. 또한 말레이어를 다른 언어보다 더 많이 홍보하고 있다. 이러한 정부의 조정은 문화의 자유가 침해당하는 걸 느낀 일부 비말레이인들 사이에서 불만을 일으켰다. 중국인 협회와 인도인 협회는 비민주적인 문화 정책을 비난하는 제안서를 제출했다.
말레이시아와 이웃 나라인 인도네시아 사이에는 종종 문화 분쟁이 일어나곤 한다. 공통적으로 두 나라 다 비슷한 문화유산을 갖고 있고, 여러 전통과 무품들을 공유한다. 그럼에도 불구하고, 요리에서 말레이시아의 국가(國歌)에 이르기까지 다양한 분쟁이 일어난다. 인도네시아에서는 자신들의 문화유산을 지키려는 의식이 매우 강하다. 2009년 말레이시아 정부와 인도네시아 정부가 서로 만나서 문화일치 과정에서 일어난 긴장을 완화시키기 위해 노력했다. 말레이시아만큼 강하진 않지만, 다양한 문화가 공존하고 공유된다.

### 민족 문화
말레이시아에서는 다양한 민족들이 몇 세대에 걸쳐 함께 살아왔다. 이들은 서로의 문화에 영향을 미치며 융화와 변화를 통해 진정한 말레이시아 문화를 형성했다. 말레이시아 인구는 대부분 말레이계, 중국계, 인도계로 구성되어 있으며, 사바 주와 사라왁 주에는 독특한 문화와 유산을 간직한 수많은 원주민들이 살고 있다.
현재 말레이시아 최대 규모의 민족은 말레이인이며 전체 인구의 50% 이상을 차지한다. 말레이시아에서 '말레이'라는 말은 이슬람교와 말레이 전통을 따르고, 말레이어로 말하며, 말레이인을 조상으로 하는 사람들을 지칭한다. 이들은 1400년대에 이르러 힌두교와 소승불교에서 이슬람교로 개종하기 시작했는데, 이는 말라카 왕립 재판소의 판결에 크게 영향을 받았다. 말레이인은 온화한 성품과 풍부한 예술성을 갖춘 것으로 유명하다.
중국계 말레이시아인은 전체 인구의 약 25%로, 두 번째로 큰 비중을 차지하고 있다. 대부분 19세기에 이민 온 중국인들의 후손으로 모든 일에 근면하며 날카로운 비즈니스 감각을 지닌 것으로 유명하다. 중국계 말레이시아인들을 대부분 만다린(북경어)를 할 줄 안다. 하지만 지역에 따라서 주로 쓰는 방언도 따로 있다. 페낭 섬이랑 남쪽의 조호 주에서는 호키엔, 수도 쿠알라 룸푸르에는 광동어, 코타키나발루에서는 하카를 쓴다.
인도계 말레이시아인은 전체 인구의 약 10%로 세 주요 민족 중 가장 적은 비중을 차지하고 있다. 영국 식민지 시절 당시 인도의 카스트 제도에서 벗어날 수 있다는 기대를 품고 더 나은 삶을 꾸리기 위해 말레이시아로 이주를 택한 남인도 이민자들이 있었는데, 지금의 인도계 말레이시아인들은 대부분 그들의 후손이다. 타밀어를 사용하고 주로 힌두교를 믿는 이들은 아름다운 사원과 매운 요리, 세련된 사리(saree:여성 힌두교도 의상)와 같은 다양한 문화도 함께 들여왔다.
오랑 아슬리(Orang Asli)는 말레이 반도에서 거주하는 모든 원주민 민족 집단을 일컫는 일반적인 용어다. 이들은 크게 네그리토(Negrito), 세노이(Senoi), 원시 말레이족(Proto-Malay)의 세 민족으로 나뉘는데 주로 네그리토는 북부, 세노이는 중부, 원시 말레이는 남부에 거주한다. 각 민족 또는 하위 부족들은 자신만의 언어와 문화를 가지고 있으며 어부, 농부, 반-유목민 등의 다양한 삶을 살아가고 있다.
사바 주에서 가장 큰 원주민 집단은 카다잔두순(Kadazan Dusun), 바자우(Bajau), 무룻(Murut)이다.
두순사바주 최대 부족인 카다잔 두순은 사바 인구의 30%를 차지하고 있다. 실제로는 카다잔과 두순이라는 두 부족으로 구성되어 있지만, 같은 언어와 문화를 공유하고 있기 때문에 한 부족으로 묶였다. 하지만 카다잔은 주로 벼농사에 도움이 되는 삼각주의 평평한 분지에 거주하는 반면, 두순은 전통적으로 사바 내륙쪽의 구릉지에 거주한다.
바자우사바 주에서 두 번째로 큰 부족인 바자우는 사바 인구의 약 15%를 차지한다. 역사적으로 바다의 신인 옴보 딜라웃(Omboh Dilaut)을 숭배하며 어부로 생활하는 유목민들로 '바다의 집시'라고도 불린다. 어부 생활을 그만둔 사람들은 농부가 되거나 가축 사육을 하며 살아간다. 매년 코타 벨루드(Kota Belud)에서 열리는 타무 베사르(Tamu Besar) 축제에서 공개적으로 선보이는 훌륭한 기마 기술 때문에 바자우인들은 '동쪽의 카우보이'라는 별명으로 불리기도 한다.
무룻사바 주에서 세 번째로 큰 부족인 무룻은 사바 인구의 약 3%를 차지한다. 전통적으로 북쪽 보르네오 섬 지역에서 살아온 무룻족은 사바 주에서 가장 최근까지 인간 사냥을 해온 원주민이다. 현재 이들 중 대부분은 구릉지대에서 쌀과 타피오카를 재배하는 농부로 생활하며, 부족한 식량은 대롱으로 하는 사냥과 낚시로 보충하고 있다. 사바 주 대부분의 원주민 부족과 마찬가지로 이들의 전통 의상은 독특한 구슬 공예로 장식되어 있다.
사라왁 주의 대표적 민족은 다약(Dayaks), 이반(Iban), 비다유(Bidayuh), 오랑 울루(Orang Ulu)라고 집합적으로 알려진 민족들이다. 상류 또는 내륙이라는 의미의 다약은, 이슬람 사람들이 200여 개의 부족을 통칭하여 부르는 말이다. 이들은 주로 20~100개 가구를 동시에 수용하는 전통 공동 주택인 롱하우스(Longhouse)에 거주한다.
이반사라왁 주민의 30%를 차지하는 이반은 사라왁 최다수 민족이다. 배를 다루는 기술이 좋아 바다의 다약(Sea Dayaks)이라고 잘못 불리기도 하지만 사실 칼리만탄(Kalimantan) 중심부에서 온 강 상류 지역 부족이다. 과거에는 사람 사냥과 해적으로 유명한 공포의 전사 민족이었으며, 전통적으로 새의 모습을 한 전쟁 신 싱가랑 부룽(Singalang Burung)의 수하에 있는 삼인조 신을 숭배한다. 지금은 대부분이 기독교인이지만 전통 관습은 아직도 계속되고 있다.
비다유평화를 사랑하고 낙천적이며 온순한 비다유 족은 친절함과 쌀로 빚은 술 뚜악(Tuak)으로 유명하다. 주로 사라왁의 산악 지대에 살며 대부분 농사와 사냥을 한다. 사람 사냥을 하던 과거에는, 전리품인 해골을 '바룩(Baruk)'이라고 하는 약 1.5 미터 높이의 원형 창고에 보관했다. 전통적으로는 정령을 숭배했으나 지금은 대부분 기독교로 개종했다.
오랑 울루이들도 사라왁의 강 상류 지역 부족으로 알려져 있다. 사라왁 인구의 약 5.5%를 차지하며, 오랑 울루 족은 10만이 넘는 다양한 부족들을 통칭하는 말이다. 벽화와 정교한 목제 조각으로 화려하게 장식된 롱하우스, 섬세한 구슬 장식의 가정 용품과 귀족 여성들의 정교한 문신까지, 이들은 보루네오에서 둘째가라면 서러워할 예술 감각을 자랑한다.

### 예술

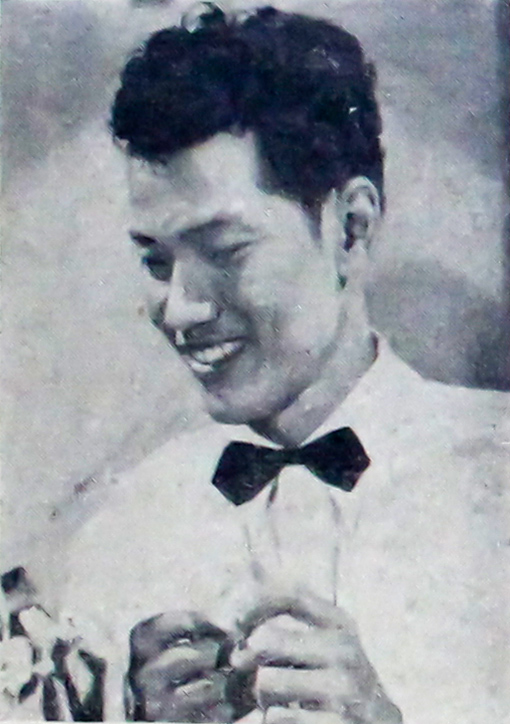
말레이시아의 대표적인 가수 P. 람리.

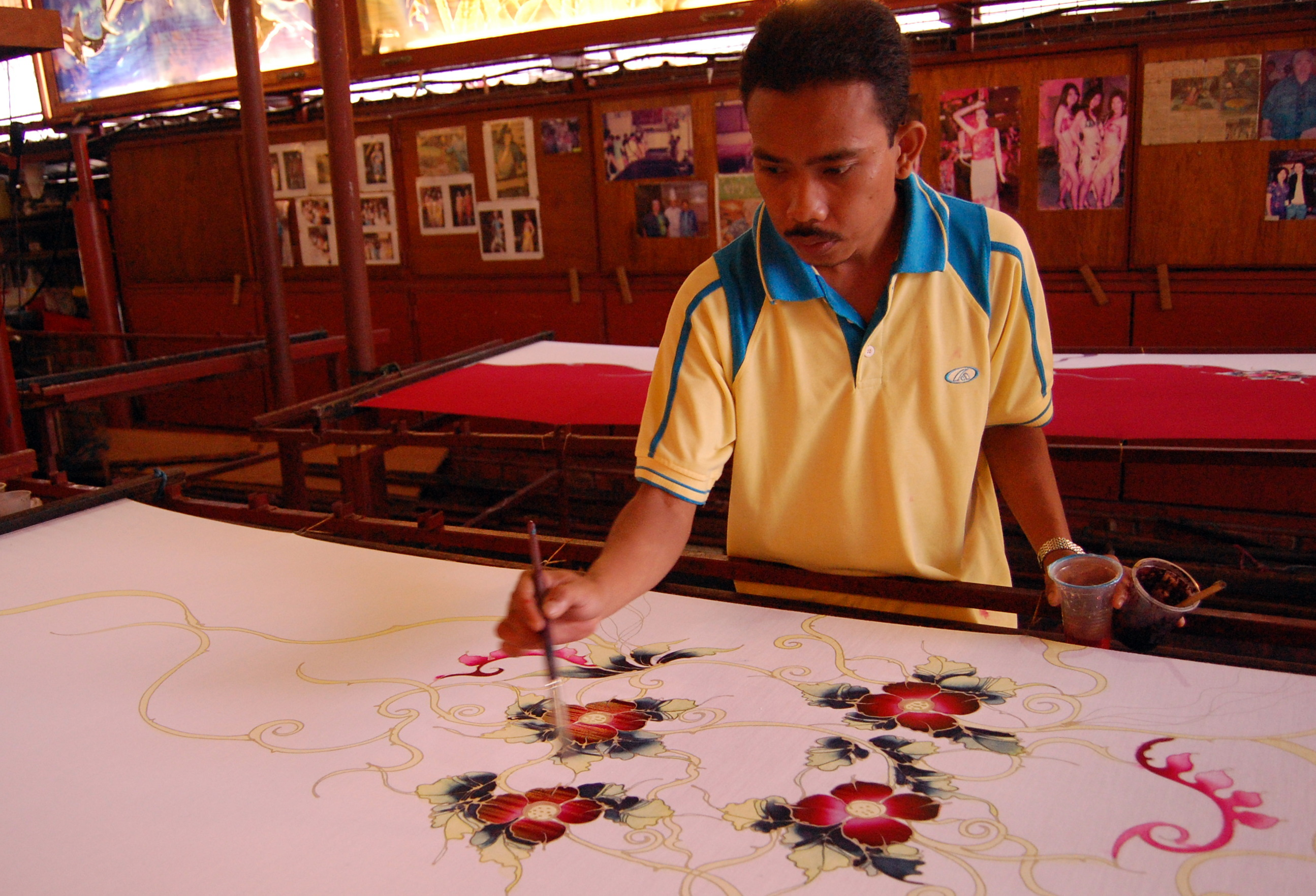
한 밀랍 염색공이 바틱을 만들고 있다. 말레이시아 바틱에는 주로 밝은 색의 꽃무늬가 그려진다.

말레이시아의 전통 예술은 주로 조각, 조립, 은세공을 바탕으로 한다. 전통 예술은 시골 지역의 수직(手織) 바구니에서 말레이 왕실의 은그릇까지 다양하다. 대표적인 공예품으로는 장식용 딱정벌레 머리 세트, 밀랍 염색 천, 직물 등이 있다. 동말레이시아의 원주민들은 그들만의 나무 탈로 유명하다. 각 부족들 집단에는 일부 흡사하나 독특한 공연 예술이 있다. 그러나 말레이 예술은 과거 인도의 영향으로 북인도 예술의 특징을 일부 볼 수 있다.
말레이, 중국, 인도, 유럽, 그리고 다양한 원주민들의 문화가 섞인 말레이시아의 음악은 다양하기도 하다. 말레이시아의 전통 음악은 이라마(Irama)라고 하는데 오래 전부터 대중적인 장르로 손꼽히고 있다. 전통 음악과 공연 예술은 인도, 중국, 태국, 인도네시아의 영향을 받은 클란탄-팟타니 지역에 기원을 두고 있다. 전통 음악은 타악기를 주로 하는데 가장 중요한 것이 이라 불리는 일종의 드럼이다. 최소 14종의 전통 드럼이 있다. 드럼과 전통 타악기들은 주로 천연재료로 만들어진다. 전통적으로 음악은 스토리텔링(판소리와 유사), 일상적인 일들을 기념하고, 추수감사 등을 기념할 때 사용된다. 한때는 장거리 통신에도 사용되었다. 하지만 영국의 영향을 받은 팝이 더 주목을 받는 편이다. 말레이시아 팝은 말레이, 이슬람, 중국, 인도 가락 등이 섞인 로컬 팝과 서구적, 현대적 스타일이 강한 모던 팝 등으로 나뉜다. 대표적인 팝 아티스트로는 시티 누르할리자, 지아나 제인, 닝 바이주라, 나즈와 라티프, 샤리파 아이니 등이 있는데, 이 중에서 시티는 데뷔 이후 최고의 인기를 구가하고 있다. 락이나 힙합도 대중적인 장르로 자리잡은 지 오래인데, 대표적인 락 아티스트로는 파이잘 타히르 등이 있다. 이 중 시티 누르할리자, 수디르만 아르샤드, P. 람리는 국민가수로 꼽히고 있다. 말레이시아 내에서 외국 노래들도 자국 노래 못지 않은 인기를 구가하고 있는데, 주로 한국, 미국, 영국, 인도네시아 등이다. 인도네시아 가수 크리스다얀티는 시티와 함께 듀엣 앨범을 내놓기도 했으며, 최근에는 시티 못지 않은 인기를 구가하고 있다.

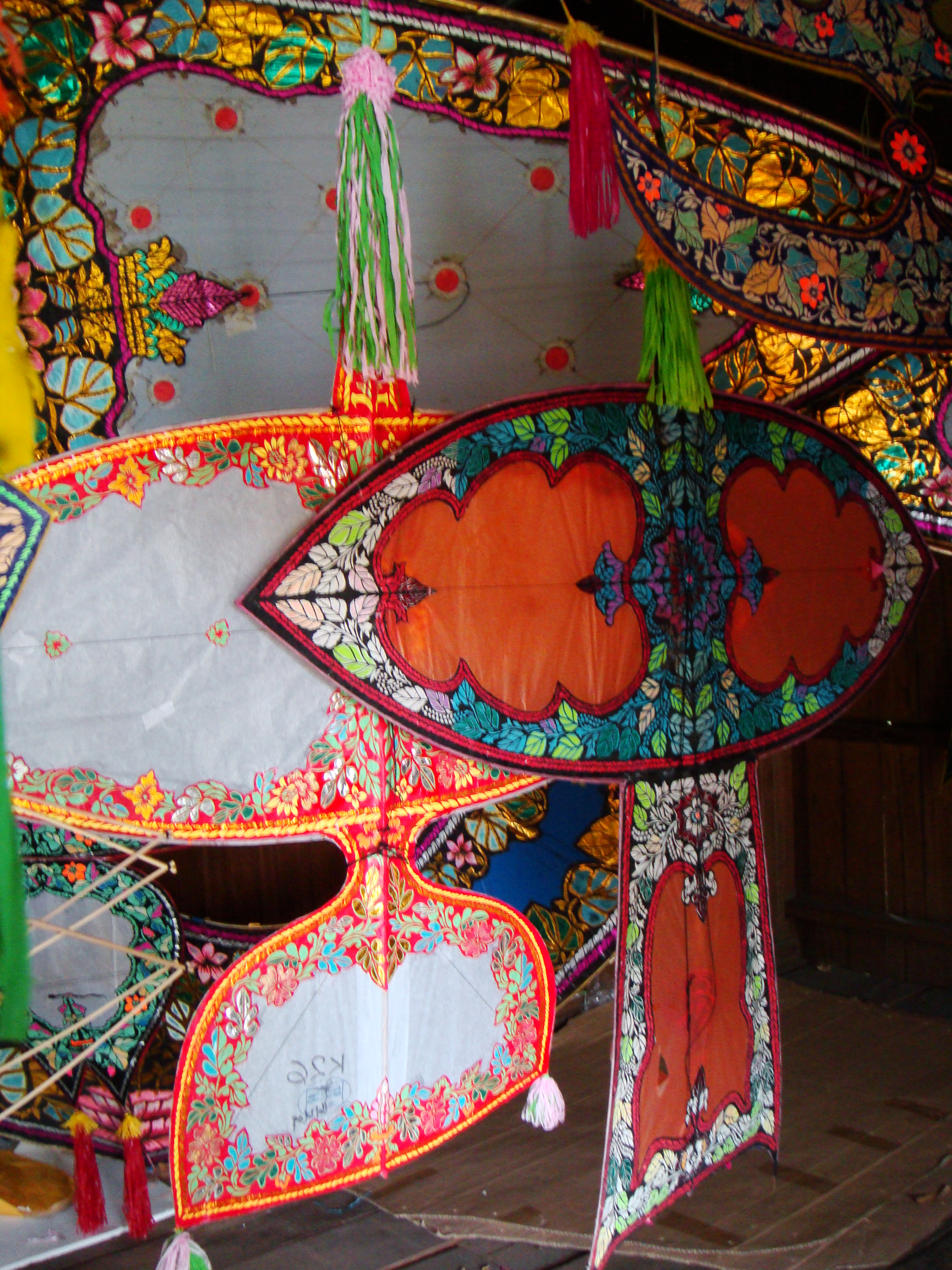
클란탄의 토착품인 와우불란(Wau bulan)은 말레이시아의 대표적인 예술품이다.

말레이시아에는 문자가 들어오기 전부터 현재에 이르기까지 강한 구전 전통이 있다. 각 말레이 술탄국은 그들 고유의 문학 전통을 창시했으며, 현존 이전의 구전 이야기와 이슬람교와 함께 들어온 이야기들의 영향을 받았다. 초기 말레이 문학은 아랍 문자로 되어 있었다. 가장 오래된 말레이 문자는 1303년에 씌여진 트렝가누 석재이다. 말레이시아 내에서 중국어와 힌디어(또는 타밀어)의 화자 수가 증가함에 따라 중국 및 인도 문학도 흔해졌고, 19세기부터 현지에서 생겨나기 시작했다. 영어도 흔한 문학언어로 자리잡았다. 1971년 정부는 문학들을 언어별로 정의하기 시작했는데, 말레이어 문학은 "국민문학"으로, 기타 부미푸트라어 문학은 "토착 문학", 외국어로 된 문학은 "지방적 문화"로 정의되었다. 말레이 시는 고도로 발달했으며, 다양한 체가 있다. 히카얏(hikayat) 체는 매우 유명하며, 은 말레이어에서 타 언어로 전파되고 있다.

### 요리

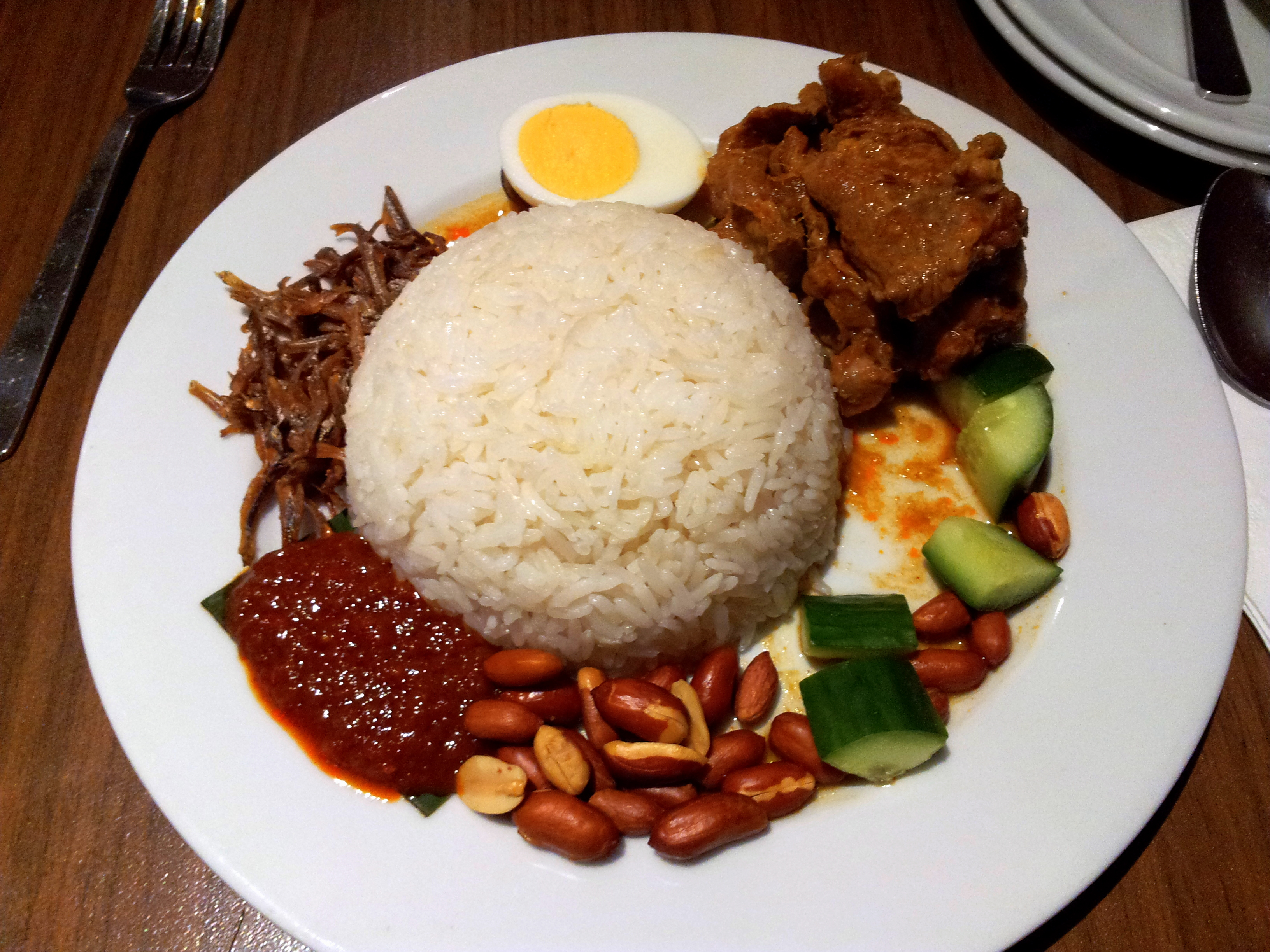
나시르막

말레이시아의 요리는 인종만큼이나 다양하다. 주로 주변국이나 주민들의 조상의 나라의 영향을 크게 받았다. 대개 말레이, 중국, 인도, 태국, 자바, 수마트라 지역의 영향을 크게 받았으며, 과거 향료무역의 영향이 크다. 말레이시아의 요리는 싱가포르나 브루나이와 비슷하며, 필리핀 요리와 흡사한 부분도 있다. 지역마다 다양한 요리가 있으며 전통과 다른 것도 많다.
때로는 그 원천의 문화와 관계 없는 음식을 제공하는 경우도 있는데, 예를 들어 말레이시아 내 중국 음식점들은 종종 말레이 음식들을 서빙하기도 한다. 한 문화를 바탕으로 하는 요리가 다른 문화의 방식으로 요리되기도 하며, 이는 각 요리의 기원을 거슬러 올라갈 수 있더라도 그들만의 독특한 방법이 있음을 보여준다. 쌀은 주식으로 다양한 요리에 사용된다. 향료나 양념은 종종 사용되지만, 실제 매운맛을 내는 편은 아니다.

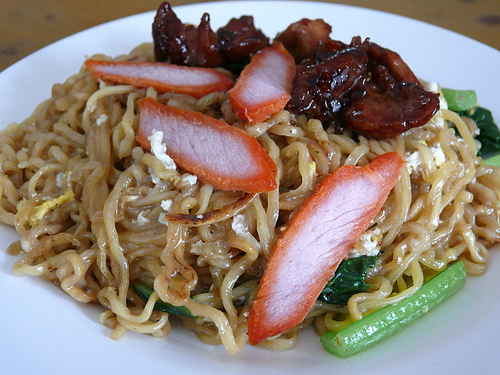
투아란면

면 요리는 말레이시아에서 가장 인기있는 음식 중 하나이며, 그 면 종류 또한 다양하다. 말레이시아의 대표적인 면은 꿰띠아오(kway teow), 미(mee), 미훈(meehoon)인데, 이 중 꿰띠아오와 미훈은 쌀로 만들며 미는 밀로 만든다. 미는 한편으로는 스파게티 면과 유사하나, 비교적 기름기가 많다. 이뿐 아니라 라면 면발과 유사한 것도 있는데, 이는 투아란면(Tuaran mee)이며 사바 주에서 주로 즐겨먹는 면이다. 한국인들이 먹는 당면류도 있는데 대개 유리면(glass noodle)으로 부른다. 당면처럼 투명하지만, 명반이 첨가되어 있으며 면이 불 경우 잘 들러붙는다. 비프숲(beef soup)이나 용타우푸(yong tau fu) 등 국물 국수 요리부터 고렝(goreng)으로 불리는 볶음 국수 요리까지 그 종류가 매우 다양하다. 말레이시아의 면요리는 외국인들 사이에서도 매우 인기있다.

### 언론
말레이시아의 주요 신문들은 정부 및 여권연합 소속 정당들의 소유이며, 몇몇은 주요 야당들이 소유하고 있다. 언론은 두 부분으로 나뉘는데 말라야 지역에 기반한 언론들은 보르네오 지역에서 별로 중요하지 않은 사항들을 내보내며, 종종 말라야의 식민지라고 비난하기도 한다. 언론들은 말레이시아와 인도네시아 간의 긴장 상태가 심화됨에 따라 더 높은 비난을 받고 있으며, 인도네시아에서는 말레이시아인을 나쁘게 묘사하기도 한다. 말레이어, 영어, 중국어, 타밀어 언론이 있다.
출판의 자유가 극히 제한되어 있으며, 때문에 일부 출판권과 정보 보급이 제약받는다. 과거 정부가 선거 전 야당 신문들을 엄중 단속하려 한 적이 있었다. 2007년 정부관계기관이 모든 민영방송사에 야당 지도자들의 연설을 내보내지 못하도록 지시한 적이 있으며, 야당인 민주행동당에서 이를 규탄한 적이 있었다. 또한 선거 기간 동안에는 야권 성향의 매체들을 탄압하기도 한다. 사바 주는 정부의 간섭을 받지 않으며, 때문에 말레이시아에서 언론의 자유가 가장 잘 보장받는 지역이기도 하다. 인쇄출판법 같은 관련법들이 언론의 자유를 축소시킨다고 비판을 받는다.

### 휴일과 축제

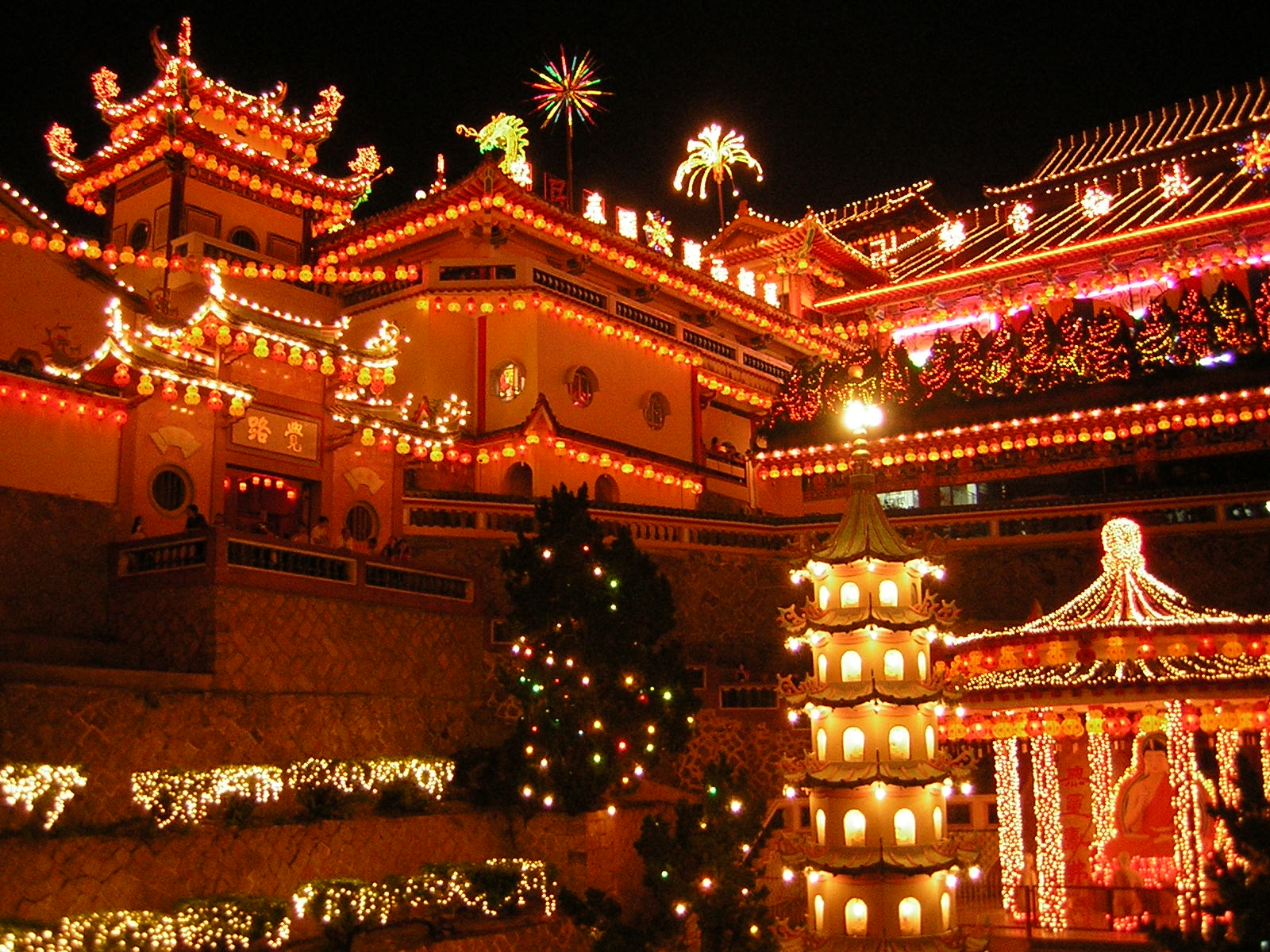
동남아 최대의 절인 켁록시는 피낭에 위치해 있다. 춘절을 기념하기 위해 전등을 켜놨다.

말레이시아인들은 매년 다양한 휴일과 축제를 경험한다. 일부는 연방 정부에 의해 관보로 제정되는 휴일이 있는 가 하면 일부는 각 주에서 제정하기도 했다. 축제들은 민족별, 종교별로 다양하며 각 민족들이 주요 휴일로 선언하기도 한다. 가장 대표적인 공휴일은 독립기념일(Hari Merdeka/Hari Kemerdekaan)이며 8월 31일인데 1957년 당시 말라야의 독립을 기념한다(단, 사라왁에서는 독립 문제로 7월 22일에 독자적인 독립기념일을 기리며, 사바의 독립일은 이 날과 같지만 독자적인 행사를 치른다). 말레이시아의 날(Hari Malaysia)는 9월 16일로 1963년 당시 말레이시아의 결성을 기념하는 것인데 제2의 독립기념일로 간주된다. 또다른 주요 기념일은 노동절(5월 1일)과 국왕의 생신(랜덤이나 현재는 6월 첫째 주)이다.
무슬림들만의 휴일은 이슬람 주에서 매우 중요한데, 대표적인 것이 하리라야 아이딜피트리(Hari Raya Aidilfitri이며 이드 울피트르를 말함), 하리라야 하지/아이딜라다(Hari Raya Haji/Aidiladha이며 이드 울아다를 말함), 마울리두르 라술(선지자의 생신) 등이다. 중국인들은 춘절(Chinese New Year) 및 전통 중국 기념일을 기념하는데 찹고메(Capgome), 공시팟차이(Gong Xi Fatt Chai) 등으로 불린다. 힌두교도들은 디파발리(Deepavali)라고 불리는 등불행사를 기념하며, 바투동굴에서는 각국에서 온 사람들이 모여 순례자를 만나는 종교의식 타이푸삼(Thaipusam)을 기념한다. 기독교도들은 주로 기독탄신일(Christmas)이나 부활절(Easter) 등 기독교 기념일을 즐긴다. 보르네오 지역에서는 가와이나 카아마탄 등의 추수감사제를 기념한다. 민족별, 종교별로 각각의 휴일과 행사가 있지만, 모두가 함께 기념한다. 소위 "오픈하우스"라 불리는 관습에 따라 말레이시아인들은 자신이 소속되지 않은 집단 외의 기념일에 참여하기도 하며, 종종 관련된 집에 방문하기도 한다.
새해는 1월 1일이지만, 이 1월 1일은 정해진 것이 아니다. 일반적으로는 그레고리력의 1월 1일을 새해로 하며, 중국인들은 음력의 1월 1일을, 무슬림들은 이슬람력의 1월 1일을 새해로 한다. 이는 법으로도 옮겨지며, 따라서 이슬람 주에서는 그레고리력의 1월 1일을 새해로 간주하지 않는다. 또한 대부분의 주가 토요일과 일요일을 공휴일로 하는 데 반해, 일부 이슬람 주에서는 금요일과 토요일을 공휴일로 한다. 방학의 경우 3월 중순, 5월 말 내지 6월 초, 9월 초중순, 11월 초부터 연말까지 총 4개로 나뉘어 있지만, 이는 중학교까지에 해당되며 대학교나 국제학교는 이를 따르지 않는다. 말레이시아의 기념일/공휴일은 싱가포르와 유사하다.
| 날짜(매해 다를 수 있음)   | 이름(말레이어/영어/중국어) | 유래            |
| ------------------------- | -------------------------- | --------------- |
| 1월 1일 (그레고리력 기준) | New Year                   | 새해            |
| 1월 1일 (음력 기준)       | Chinese New Year           | 설날            |
| 4월 2일                   | Good Friday                | 성금요일        |
| 4월 4일                   | Easter                     | 부활절          |
| 5월 1일                   | Labour Day                 | 노동절          |
| 5월 28일                  | Vesak Day                  | 석가탄신일      |
| 8월 31일                  | Hari Merdeka               | 독립기념일      |
| 9월 16일                  | Malaysian Day              | 말레이시아의 날 |
| 7월 내지 9월              | Hari Raya Puasa            | 이드 울피트르   |
| 10월 내지 11월            | Diwali/Deepavali           | 인도 연등행사   |
| 10월 내지 11월            | Hari Raya Haji             | 이드 울아다     |
| 12월 25일                 | Christmas Day              | 성탄절          |

### 스포츠

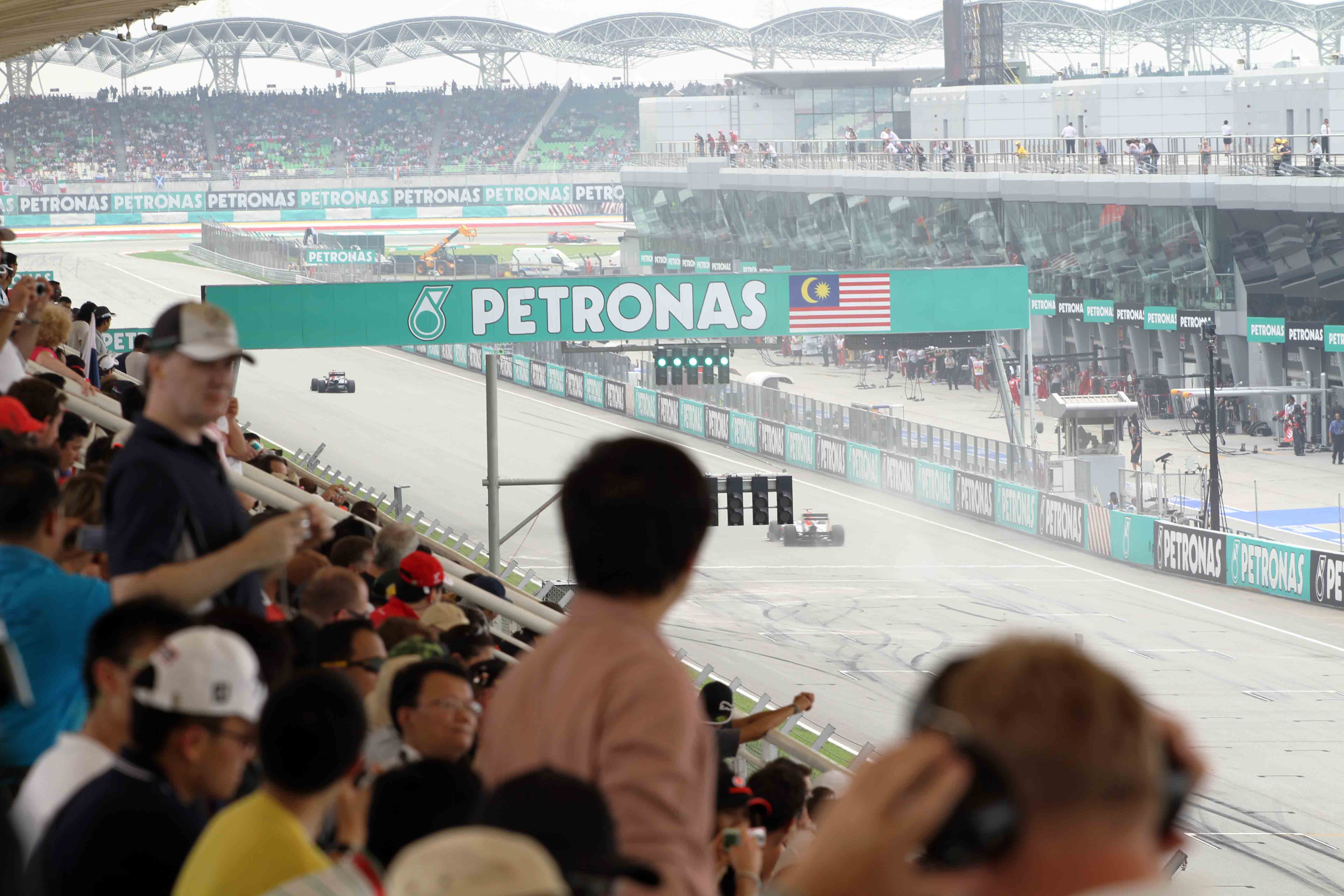
많은 팬들을 유혹한 2011년 말레이시아 그랑프리가 스팡 인터내셔널 서킷에서 개최되었다.

말레이시아에서 인기를 끌고 있는 스포츠는 축구, 배드민턴, 필드하키, 볼링, 테니스, 스쿼시, 무술, 승마, 보트타기, 스케이트보드타기이다. 축구는 말레이시아에서 가장 인기있는 스포츠이며, 2034년 FIFA 월드컵에 역사상 최초로 참가할 가능성을 보이고 있다. 배드민턴 경기는 수천명의 관객들을 유혹하며, 1948년 이래 말레이시아는 토머스컵(남자들이 참여하는 세계 배드민턴 선수권 대회)을 개최한 4개국 중 하나가 되었다. 1997년 말레이시아 론볼링 연맹이 등록되었다. 스쿼시는 영국군에 의해 전래되었으며, 1939년 첫 경기가 열렸다. 1972년 6월 25일 말레이시아스쿼시협회가 창설되었다. 말레이시아는 동남아시아축구연맹에 제의한 상태이다. 2014년 12월 남자 필드하키 국가대표팀이 세계에서 12번째를 기록했다. 제3회 하키 월드컵이 쿠알라룸푸르의 독립광장에서 개최되었으며 10위를 기록했다. 말레이시아에는 포뮬러 원 트랙이 있는데 그 중 하나가 스팡 인터내셔널 서킷이다. 1999년 첫 그랑프리 대회를 열었으며 총 310.408km(192.88마일)를 달렸다.

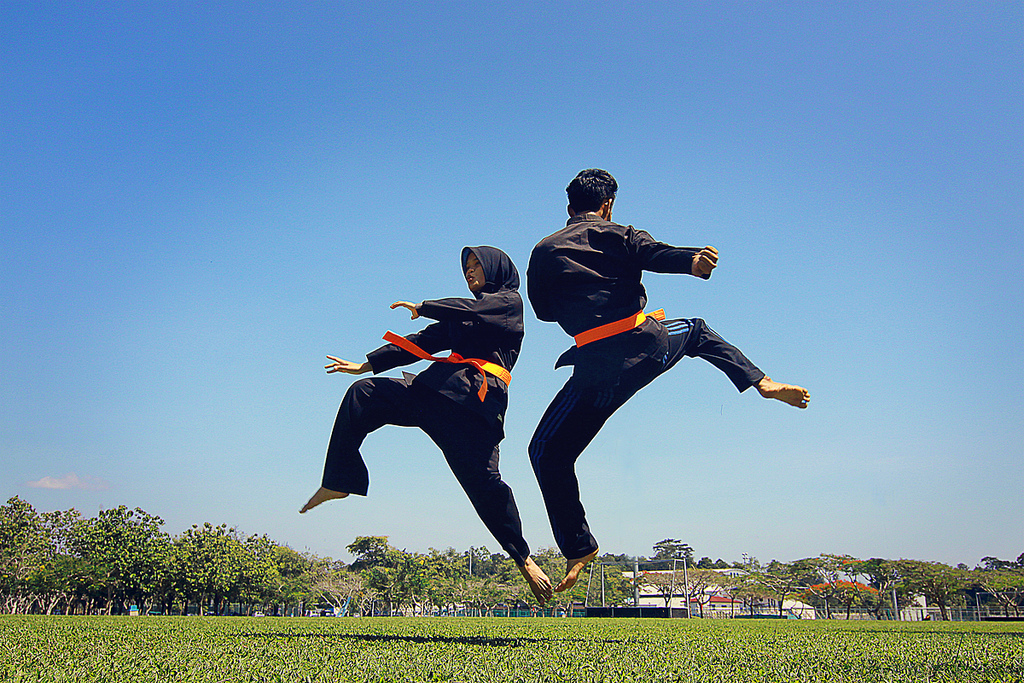
실랏 믈라유는 말레이시아, 싱가포르, 브루나이의 대표적인 전통 무술이다.

말라야 연방 올림픽위원회가 1953년에 창립되었고, 바로 이듬해 국제올림픽위원회(IOC)에 의해 승인되었다. 말레이시아는 1956년 멜버른 하계 올림픽에 처음으로 참가했다. 1964년 말라야 연방 올림픽위원회가 말레이시아 올림픽 위원회로 개편되었고, 곧바로 모든 경기에 참여했다. 최다 선수가 참여한 올림픽 경기는 1972년 뮌헨 하계 올림픽으로 57명이 참가했다. 말레이시아는 올림픽에서 총 6차례의 승리를 거두었으며, 그 중 5번은 배드민턴, 한 번은 플랫폼다이빙에서 승리했다. 1950년부터 1962년까지는 말라야라는 이름으로, 1966년부터는 말레이시아라는 이름으로 코먼웰스 게임에 참여하고 있는데 말레이시아에서 개최한 건 1998년 쿠알라룸푸르에서 개최된 것이 처음이다. 말레이시아의 대표적인 무술로는 실랏 믈라유(Silat Melayu), 킥복싱, 토모이(Tomoi)가 있다.

### 말레이시아
- (인도네시아어/영어) 말레이시아 정부 포털
- (영어) 말레이시아 관광청

### 대한민국
- (한국어/영어) 말레이시아 주재 대한민국 대사관
- (영어) 주한 말레이시아 대사관
- 말레이시아 한인회
- (한국어/영어) 말레이시아 한인 상공회의소